# Freissinières
Ne doit pas être confondu avec la Freissinouse.
Freissinières est une commune française située dans le département des Hautes-Alpes, en région Provence-Alpes-Côte d'Azur.

## Géographie

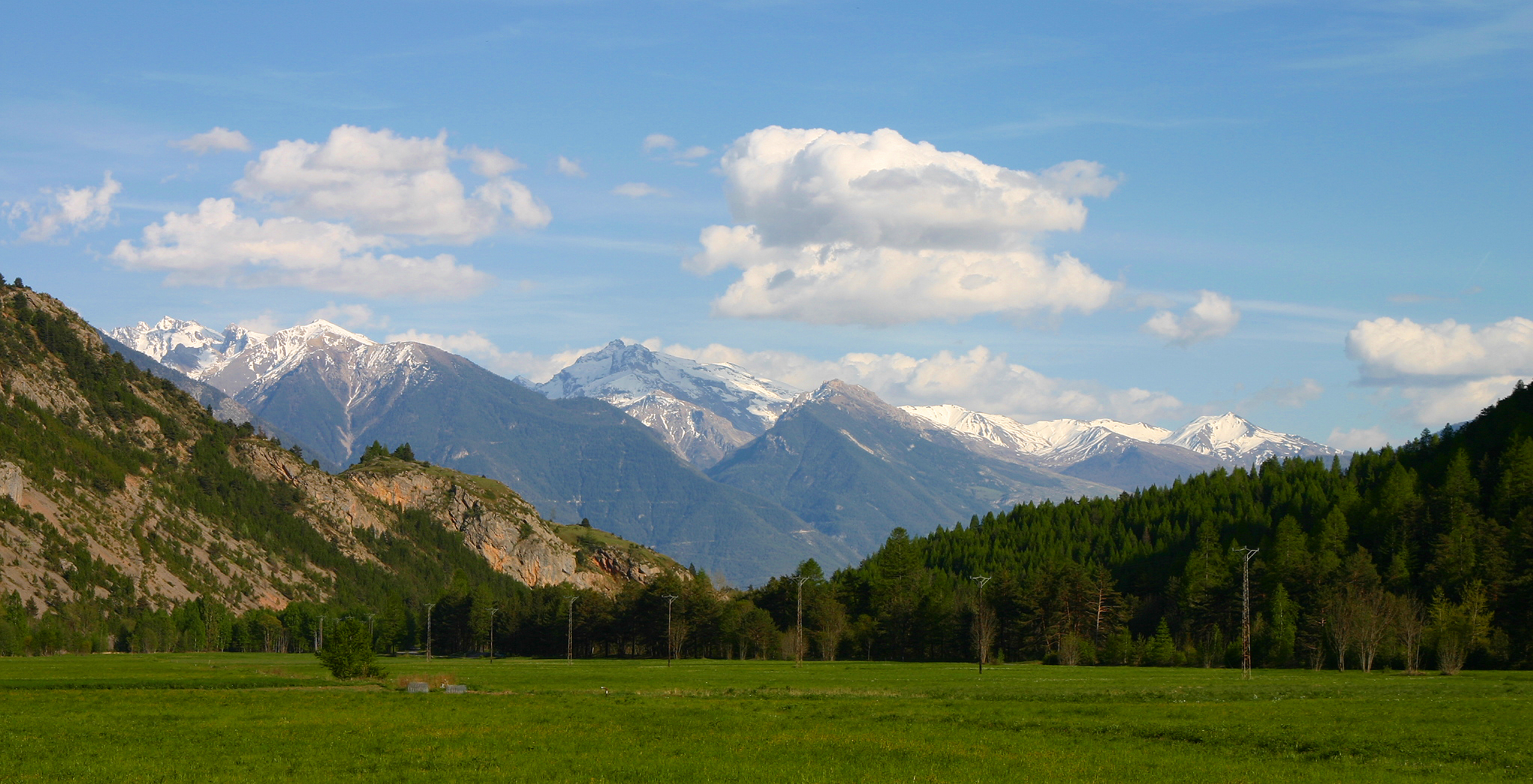
Vue panoramique sur la plaine à Freissinières.

La vallée de Freissinières correspond au bassin versant de la Biaysse, rivière qui prend sa source au col de Freissinière (ou col d'Orcières) et qui se jette dans la Durance entre La Roche-de-Rame et Saint-Crépin.
Le chef-lieu de la commune est le hameau de Ville, aucun lieu-dit ne portant le nom de Freissinières comme l'indiquent à tort certaines cartes géographiques et Google-Earth.
D'est en ouest, on découvre une plaine alluviale d'environ 80 hectares bordée au sud par des forêts de mélèzes, de pins et de sapins, tandis que le versant nord ne présente qu'une façade aride et rocheuse ; néanmoins au début du siècle dernier, la vigne y était cultivée jusqu'à 1 200 m.
Au niveau du hameau des Meyries, la vallée s'élargit sur le versant nord qui porte une végétation assez dense de peupliers, de noyers et de frênes, arbres qui ont donné leur nom à la vallée. Ce secteur de la vallée, appelé la « Poua », bien exposé au sud, offrait encore au siècle dernier des terres cultivées jusqu'au niveau des pâturages, vers le col d'Anon.

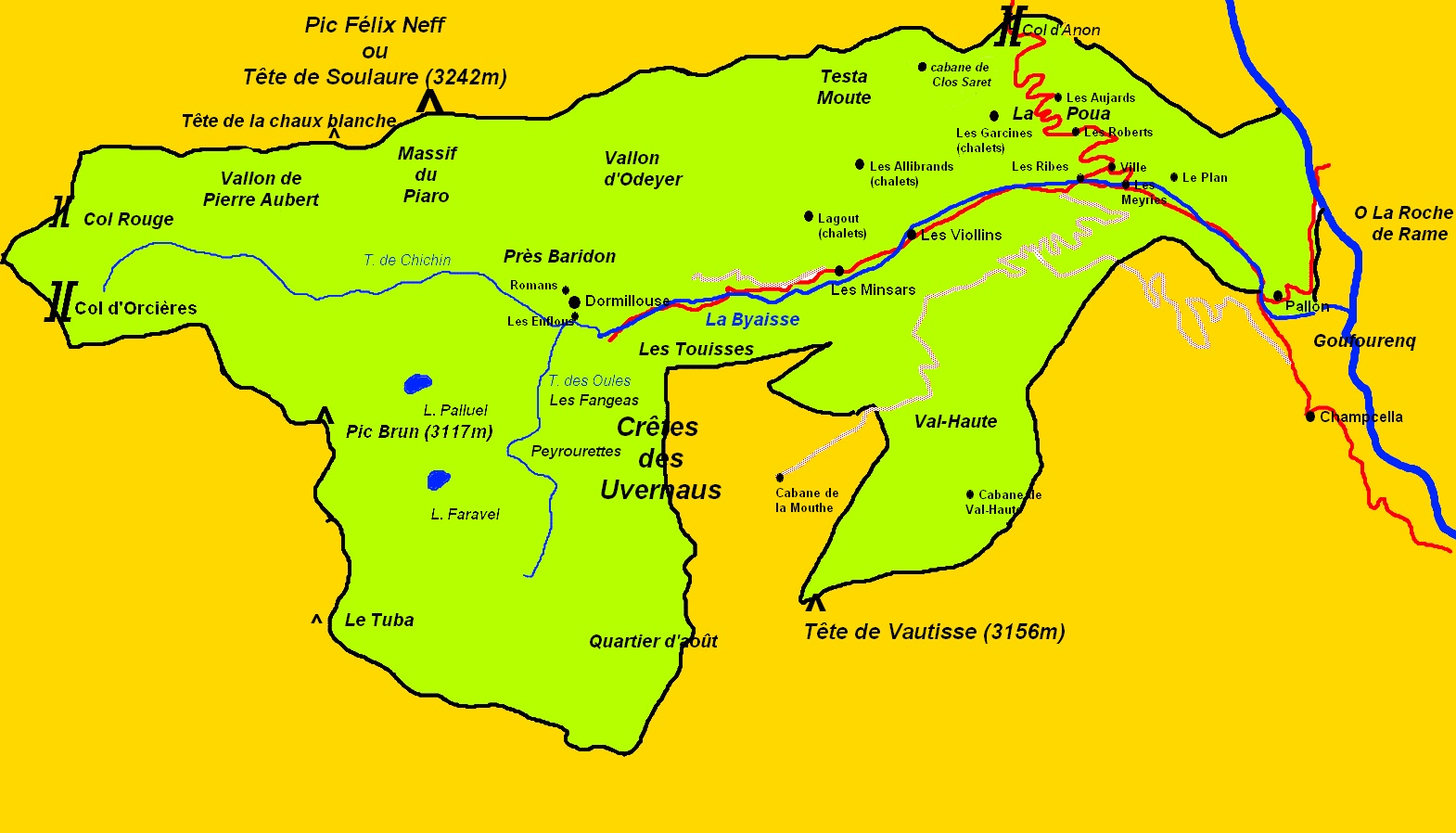
Carte de la commune de Freissinières.

Après le hameau des Ribes, la vallée se rétrécit sans cesse le long du cours de la Biaisse, jusqu'au fond de la vallée. Les terres cultivables étaient rares, les avalanches de neige et les éboulements recouvrant de pierres et de graviers les champs et les prés ; les deux petits hameaux des Viollins et des Mensals sont d'ailleurs situés dans les rares zones abritées.
Après ce village, la vallée cesse brusquement au niveau du parking (1 441 m), la Biaisse descendant en cascade depuis le hameau de Dormillouse situé à 1 727 m. Au niveau de ce hameau, la vallée se subdivise, la Biaisse remontant son cours, plein ouest, jusqu'au col de Freissinière (2 782 m) tandis que, venant du sud, le petit torrent des Oules charrie les eaux sorties des lacs de Faravel et de Palluel. Tout ce secteur, dominé par les hauts sommets du pic Félix Neff (3 243 m), du Grand Pinier (3 117 m) et du Petit Pinier (3 100 m) est aujourd’hui inclus dans la zone centrale du parc national des Écrins.
Enfin, il ne faut pas oublier, au sud du hameau des Viollins, la belle montagne de Val-Haute, dominée par la Tête de Vautisse (3 156 m).

### Climat
Pour des articles plus généraux, voir Climat de Provence-Alpes-Côte d'Azur et Climat des Hautes-Alpes.
En 2010, le climat de la commune est de type climat des marges montargnardes, selon une étude du Centre national de la recherche scientifique s'appuyant sur une série de données couvrant la période 1971-2000. En 2020, Météo-France publie une typologie des climats de la France métropolitaine dans laquelle la commune est exposée à un climat de montagne ou de marges de montagne et est dans la région climatique Alpes du sud, caractérisée par une pluviométrie annuelle de 850 à 1 000 mm, minimale en été.
Pour la période 1971-2000, la température annuelle moyenne est de 7,5 °C, avec une amplitude thermique annuelle de 18,2 °C. Le cumul annuel moyen de précipitations est de 872 mm, avec 7,3 jours de précipitations en janvier et 6,4 jours en juillet. Pour la période 1991-2020, la température moyenne annuelle observée sur la station météorologique de Météo-France la plus proche, « St Crépin », sur la commune de Saint-Crépin à 8 km à vol d'oiseau, est de 10,0 °C et le cumul annuel moyen de précipitations est de 743,9 mm. 
La température maximale relevée sur cette station est de 38,3 °C, atteinte le 23 août 2023 ; la température minimale est de −20,6 °C, atteinte le 18 décembre 2010,,.
Les paramètres climatiques de la commune ont été estimés pour le milieu du siècle (2041-2070) selon différents scénarios d'émission de gaz à effet de serre à partir des nouvelles projections climatiques de référence DRIAS-2020. Ils sont consultables sur un site dédié publié par Météo-France en novembre 2022.

## Urbanisme

### Typologie
Au 1er janvier 2024, Freissinières est catégorisée commune rurale à habitat dispersé, selon la nouvelle grille communale de densité à 7 niveaux définie par l'Insee en 2022.
Elle est située hors unité urbaine et hors attraction des villes,.

### Occupation des sols
Le tableau ci-dessous présente l'occupation des sols de la commune en 2018, telle qu'elle ressort de la base de données européenne d’occupation biophysique des sols Corine Land Cover (CLC).
| Type d’occupation                                                                   | Pourcentage | Superficie (en hectares) |
| ----------------------------------------------------------------------------------- | ----------- | ------------------------ |
| Prairies et autres surfaces toujours en herbe                                       | 0,03 %      | 3                        |
| Systèmes culturaux et parcellaires complexes                                        | 0,9 %       | 83                       |
| Surfaces essentiellement agricoles interrompues par des espaces naturels importants | 6,2 %       | 692                      |
| Forêts de feuillus                                                                  | 3,9 %       | 356                      |
| Forêts de conifères                                                                 | 13,3 %      | 1202                     |
| Forêts mélangées                                                                    | 1,4 %       | 128                      |
| Pelouse et pâturages naturels                                                       | 22,0 %      | 1998                     |
| Landes et broussailles                                                              | 0,8 %       | 77                       |
| Forêt et végétation arbustive en mutation                                           | 5,4 %       | 492                      |
| Roches nues                                                                         | 35,8 %      | 3245                     |
| Végétation clairsemée                                                               | 16,4 %      | 1483                     |
| Source : Corine Land Cover                                                          |             |                          |

## Toponymie
La vallée de Freissinières doit son nom aux nombreux frênes noirs  (fraxinus niger) qui couvrent une grande partie de son territoire et qui avaient de très nombreux emplois dans la vie quotidienne. Les branches étaient utilisées pour fabriquer les manches de différents outils et constituaient aussi un excellent bois de chauffage. Les feuilles servaient de nourriture aux chèvres et aux lapins pendant l’hiver. 

Les premières traces écrites du nom de la vallée apparaissent en 1210 sous deux formes : Freyseneria, dans un document conservé sous forme de copie aux archives d’Embrun, et Fraixineria dans un manuscrit en latin conservé à la Bibliothèque Nationale. 
On trouve par la suite dans des documents administratifs ou ecclésiastiques différentes formes orthographiques du nom comme Frayssaneria, Fraychneria, Fraissinieri, etc., la forme actuelle  Freissinières apparaissant pour la première fois dans un État des paroisses du Dauphiné de 1762. La forme Freyssinières, qui est parfois encore employée aujourd’hui, est quant à elle apparue en 1568 dans le pouillé du diocèse d’Embrun. 

Aucune des orthographes utilisées dans ces documents ne correspond cependant au nom de la vallée en patois local vivaro-alpin qui est toujours une variante orthographique de  Fresinero.
Ainsi, dans son Livre-Journal, le seigneur de Freissinières Fazy de Rame écrit-il 113 fois le nom de la vallée avec une terminaison en ero / iero, 35 fois avec une terminaison en ere / erie / eries et 4 fois seulement avec une terminaison en  eria.
Toponymie des principaux hameaux, en remontant la vallée :
- Pallon (Palonum en 1292) : formé sur la racine pré-indo-européenne « BAL »  et son alternance « PAL », typique à la région méditerranéenne, qui désigne une hauteur, un rocher ; peut-être parce que Pallon est situé sur une falaise dominant la vallée de la Durance[18].   André Faure[19]  ajoute qu’avec l'augmentatif « -on » le toponyme signifie « grosse montagne ».
- Le Plan (Planum en 1401) : désigne un plateau, une portion de terrain plat[20].
- Les Ribes :  dérive de l’occitan, « Riba » qui désigne  la rive, le bord d’une rivière[21].
- Ville : les hameaux qui portent ce nom sont en général les plus importants de la commune, le siège de la mairie et de la cure[22].
- Les Meyries : issu de l'occitan « meirar », changer. Habitation où l’on passe une partie de l’année[23]. On appelle « époque des meyries » celle du changement de résidence des troupeaux.
- Les Hodouls[Note 2] : variante orthographique de « Odoul » issu du nom de personne germanique « Odwulf », composé de « Od », richesse, et de « Wulf », loup[24].
- Les Roberts (Rotabers en 1360) : pourrait être issu de la racine pré-indo-européenne RANC  qui a le sens de rocher et qui désigne parfois une simple hauteur[25]. Autre origine possible, le nom d'une personne d'origine germanique, composé de « rodh », gloire, et de « berht », brillant, illustre[26].
- Les Fazis[Note 3] :  Certainement en référence au nom de famille « Fazy », diminutif de Boniface[27].
- Les Aujards[Note 4] : issu du nom de femme d'origine germanique « Adalgard », composé de « Adal », noble, et de « gard/gart », maison, enclos[28].
- Les Viollins[Note 5] :  vient de l'occitan « vol/viou », qui est un diminutif de « via » = petite route ou petit chemin[29]. Selon certains auteurs, il faudrait écrire « MIOLLINS » de MEDIOLANUS = au milieu de la vallée.
- Les Mensals : désignait autrefois un domaine rural qui donnait un certain revenu, ou « mense ».
- Dormillouse 	:  voir page Dormillouse.

## Histoire

### Préhistoire
Jusqu’il y a peu, la plus ancienne trace de l'homme à Fressinières remontait au deuxième âge du fer (400 à 120 av. J.-C.), avec le magnifique torque en argent massif mis au jour à Pallon au XIXe siècle, au-dessus du ravin de Gourfouran ; il s'agit certainement d'une parure provenant de la sépulture d'un chef ou d'un notable.
Des découvertes réalisées, entre 1998 et 2003, par des chercheurs des universités d’York et d’Aix-en-Provence, ont permis de faire un bond en arrière considérable, pour remonter à 12 000 ans av. J.-C. Les fouilles ont en effet permis d'exhumer deux outils en silex que les spécialistes attribuent au Paléolithique supérieur. Ces objets se trouvaient dans les ruines d’une petite cabane en blocs de schiste d’environ 9 m², située au Fond de la Cabane, à 2 km environ à l’ouest du Petit Pinier, au-dessus du torrent du Ruffy. Des hommes auraient donc fréquenté la montagne de Faravel, à plus de 2 300 m d’altitude, à la fin de la dernière glaciation de l’ère quaternaire (glaciation de Würm), soit 8 000 ans avant Ötzi, l’homme dont le corps a été découvert en 1991 dans un glacier du massif des Dolomites.
Des traces d’une présence humaine au Mésolithique, soit 9 000 ans environ av. J.-C., ont également été mises au jour par la même équipe de scientifiques, toujours sur le plateau de Faravel, mais sur deux autres sites situés à environ 2 km au nord du précédent.
Les traces de la présence humaine au Néolithique, la dernière période de la Préhistoire, deviennent plus nombreuses, toujours sur le plateau de Faravel, mais aussi cette fois dans la haute vallée du torrent de Chichin, avant la cabane et sur la rive gauche du torrent. Les chercheurs ont trouvé des éclats de pierres, ce qui montre que l’homme fabriquait alors ses outils en pierre sur place, mais aussi qu’il y demeurait au moins temporairement, contrairement à ses prédécesseurs qui ne faisaient que passer. Cet homme faisait donc partie des dernières populations de chasseurs-cueilleurs et, certainement, des premiers bergers. Une nouvelle campagne de fouilles archéologiques en 2010 a permis de découvrir de nombreux autres objets, dont une pointe de flèche en silex remontant au Néolithique final et située à 2 475 m d'altitude.
Les premiers hommes qui ont laissé des traces à Freissinières venaient très certainement, et logiquement, du Sud de la France actuelle. Ils avaient remonté le cours de la Durance au fur et à mesure du retrait des glaciers, à la recherche de gibier ou de plantes car ils trouvaient sur les hauteurs une faune abondante et des torrents poissonneux ; ils chassaient le bouquetin et la marmotte et, plus rarement, le renne, le chamois et le cerf.

### L'âge du bronze et les Ligures
Après la Préhistoire, toute la période suivante, que l’on nomme la Protohistoire, est marquée par une intensification croissante du peuplement et par des modifications importantes et durables du paysage de la vallée pendant tout l’âge du bronze.
L’âge du bronze à Freissinières est représenté par quatre sites, deux sur le Plateau de Faravel et deux dans la haute vallée de Chichin. Il s’agit de cabanes en pierres sèches, de forme ovoïde et d’enclos dans lesquels ont été découverts des foyers domestiques ; une lamelle en silex de cette période a également été trouvée à Faravel. Cette découverte n’est cependant pas exceptionnelle dans la région car des chercheurs avaient déjà découvert, en 1878, plusieurs objets de cette époque dans trois sépultures cachées dans une grotte située au pied de la falaise, sur la rive droite de la Durance, face à La Roche-de-Rame. Une étude en 2010 a également permis de découvrir une limite de la forêt bien plus élevée (2 300 m d'altitude) que celle actuelle et a montré la présence de mélèze, épicéa, pin cembro, bouleau et genévrier.
Il est certain que la vallée de Freissinières était alors déjà habitée en permanence. Pendant tout l’âge du Bronze, l’homme est donc monté de plus en plus fréquemment dans les hautes vallées de Chichin et du torrent des Oules, non plus seulement pour chasser, mais surtout pour conduire des troupeaux pendant l’été et, peut-être déjà, pour rechercher des minerais près de Faravel.
Ces populations des hautes vallées alpines vont entrer dans l’histoire sous le nom de Ligures, terme générique utilisé par les auteurs grecs et romains pour désigner tous les peuples qui habitaient le Sud-Est de la France actuelle, jusqu’à la côte méditerranéenne, de Marseille à La Spezia (Italie) Les spécialistes pensent que les Ligures ont commencé à s’aventurer dans l’Embrunais à partir du XVIe siècle av. J.-C. seulement et qu’ils venaient des Baronnies et de la vallée du Buech.
Pour l’âge du fer, et jusqu’à la période romaine, les traces d’occupation sont curieusement moins importantes, mais l’on ne peut déduire de ce constat que la vallée était déserte ou moins fréquentée.

### Antiquité

#### Les Celtes
À partir du IXe siècle av. J.-C. environ, les Celtes, qui venaient de Bavière, commencèrent à envahir les Alpes depuis la vallée du Rhône où ils étaient arrivés vers le Xe siècle av. J.-C.
Les premières traces de leur installation dans l’Embrunais datent de la période comprise entre le premier (700-500 av. J.-C.) et le deuxième âge du fer (400-200 av. J.-C.). De cette époque datent en effet les nombreuses sépultures découvertes aux Orres, à Réallon, à Risoul, à Chanteloube  et, surtout, à Pallon, celle-ci ayant révélé un magnifique torque  en argent de 336,5 g, d'inspiration gauloise fabriqué par des artisans alpins. Les chercheurs ont d’ailleurs eux aussi découvert des charbons de cette époque à Faravel  mais, curieusement, en moindre quantité que pour les époques antérieures.
À l’époque du deuxième âge du fer les Celtes devaient être solidement établis en Embrunais, comme en témoignent les nombreux objets de cette époque que l’on y a découvert. C’est sans doute aussi vers cette époque que Celtes et Ligures fusionnèrent, devenant ainsi les Celto-Ligures, et que la langue celtique l’emporta comme en témoignent les noms purement celtiques des bourgades de Eburodunum  (Embrun) et de Caturigomagus  (Chorges).

#### Les Caturiges
Les Celto-Ligures de l'Embrunais appartenaient à la tribu des Caturiges, ou « rois du combat ». Leur territoire s'étendait du pied des hauteurs boisées situées au sud de Chorges jusqu’au Pertuis Rostan, à 1 kilomètre au nord du confluent de la Gyronde  et de la Durance. Leurs voisins au nord, autour de Briançon, étaient les Brigianii, eux-mêmes voisins des Segusinii du val de Suze. À l’est, le Queyras était le pays des Quariates tandis que les Tricorii peuplaient la vallée d’Orcières, le Champsaur et le Trièves. Enfin, au sud, en aval de Chorges, les Avantici  dominaient les vallées de l’Avance et de la Luye.
Ces différentes tribus n’avaient pas le sentiment d’appartenir à une même nation. Elles étaient composées des différentes familles qui exploitaient un territoire homogène sur le plan géographique et elles n’avaient que peu de relations entre elles. Leur pays était en fait limité au territoire que ses habitants pouvaient parcourir en une ou deux journées de marche tout au plus, pour se rendre là où se tenaient les marchés d’échange et, peut-être aussi, les palabres des différents chefs.
Les Caturiges étaient des paysans et des éleveurs. Évitant les plaines ravagées par les torrents, ils exploitaient les pentes bien ensoleillées situées en dessous du niveau de la forêt, ce qui exigeait un travail constant et harassant  pour enlever sans cesse les pierres qui remontaient du sol et celles qui y dégringolaient.
La découverte de faucilles de bronze à Réallon montre qu’ils cultivaient des céréales : orge, épeautre, seigle et, peut-être, blé à petits grains. Ils élevaient également des moutons qu’ils envoyaient depuis longtemps déjà sur les hauts alpages de Faravel et de Chichin et, certainement, aussi à Val-Haute. On peut aussi penser qu’ils produisaient des fromages, qu’ils ramassaient le miel et la cire et qu’ils utilisaient la laine pour se vêtir.
Enfin, et pour conclure sur les Caturiges, on ignore tout de leur religion, mais ils avaient certainement une croyance car les squelettes découverts étaient tous orientés vers l’est. À signaler enfin que les sépultures, caractéristiques de la civilisation celtique, ne contenaient aucune arme.

#### L'époque romaine
À la fin du Ier siècle av. J.-C., les Romains occupaient tous les pays aux alentours de l'actuelle zone géographique des Hautes-Alpes.
Les Romains n’arrivèrent dans l’Embrunais qu’un peu par hasard, en fait pour aller défendre la Provincia qui correspondait sur le plan territorial à l'actuel Sud-Est de la France, moins les Hautes-Alpes. En effet, en 58 av. J.-C., les Helvètes, qui fuyaient devant les Germains, passèrent massivement en Gaule en suivant le cours de la Saône, menaçant ainsi la Provincia. Chargé de les arrêter, Jules César, qui était alors proconsul de la Gaule Cisalpine dans la plaine du Pô, mobilisa cinq légions, soit environ 25 000 hommes, et emprunta à marches forcées la voie la plus courte pour accrocher les Helvètes au passage de la Saône. Or, la voie la plus courte pour atteindre la vallée du Rhône depuis l'Italie du Nord passe par le col de Montgenèvre, Embrun, puis, via le col de Cabre, la vallée de la Drôme.
Le déplacement des troupes de César s’effectua sans encombre de la plaine du Pô jusqu’au col de Montgenèvre car le petit roi de la vallée de Suze, alors un certain Domnus, avait donné son accord pour la traversée de son pays. Mais, après Montgenèvre, en descendant la vallée de la Durance, César entrait dans le pays insoumis des Brigantii et des Caturiges. Les légions furent alors obligées de forcer le passage dès la descente de Montgenèvre puis, surtout, entre Prelles (hameau actuel de Saint-Martin-de-Queyrières) et Rame, juste en bas de Freissinières, là où, selon César lui-même, les Caturiges « interdisaient les passages en occupant les hauts ». Ces combats ne furent cependant pas d’une très forte intensité car, toujours selon César, les troupes ne mirent que sept jours pour parcourir les cent quatre-vingt-dix kilomètres séparant Ocelum, en Italie, de La Bâtie-Neuve à l’entrée du pays des Voconces. Ni César ni aucun autre auteur ne donnant d'information à ce sujet, on ignore quelles furent les relations entre les Caturiges et les Romains par la suite ; on peut toutefois penser que, au moins pendant un certain temps, les Caturiges ne purent que laisser passer librement les romains et leurs troupes.
Après la mort de César, les hostilités reprirent dans toute la région. Cottius I, le fils et successeur de Domnus, rompit son alliance avec Rome, voulant ainsi affirmer son indépendance, d’autant qu’il avait alors étendu, ou rétabli, son autorité sur les Brigianii du Briançonnais et les Caturiges du Queyras. Les romains ripostèrent en attaquant les Caturiges depuis l’ouest, c’est-à-dire depuis Montgardin, à la frontière du pays des Avantici que les Romains contrôlaient déjà. Chorges aurait donc été conquis d’abord, la prise d’Embrun suivant de peu. Cottius tint longtemps, « protégé par ses impraticables défilés et par ses rocs inaccessibles » mais il dut cependant capituler, et tous les Caturiges avec lui. En 7 av. J.-C., tout le pays était soumis jusqu’à la Méditerranée ; le nom des Caturiges et des Brigianii figure d’ailleurs en toutes lettres dans la liste des quarante tribus vaincus du trophée des Alpes de La Turbie.
Plutôt que d’administrer et d’occuper ce territoire à la population farouche, Auguste préféra le confier à Cottius I en le faisant citoyen romain sous le nom de Marcus Julius Cottius et avec le titre de praefectus civitatum. Pour célébrer son alliance avec Rome, Cottius I fit construire à Suse, en 9 ou 8 av. J.-C., un arc de triomphe dédié à Auguste et y fit inscrire le nom des quatorze « cités » des tribus qu’il dominait, dont les Caturiges.
On n'a pas découvert de trace de la présence romaine à Freissinières mais, pendant longtemps, certains chercheurs ont pensé que la mutatio Rama, un important relais routier sur la voie romaine, dite voie Cottienne, devait se trouver à Pallon et non à Rame près du château des anciens co-seigneurs de Freissinières. Ils avançaient même que, la voie romaine ne pouvant pas passer en plaine à cause des divagations de la Durance, elle devait remonter jusqu'au col de l'Anon à Freissinières, descendre dans la vallée du Fournel, remonter le col de la Pousterle et descendre ensuite vers La Bâtie des Vigneaux en Vallouise.
L’hypothèse de la situation de Rama à Champcella semble devoir être aujourd’hui totalement rejetée. En effet, les recherches archéologiques effectuées lors de campagnes de fouilles entre 2003 et 2007 ont bien mis en évidence la présence de constructions romaines près du château de Rame. La présence de Rama à Rame permet d’exclure également l'hypothèse du passage de la voie Cottienne par le col de l'Anon. On ne voit en effet pas pourquoi les Romains seraient descendus à Rama pour remonter ensuite sur le plateau à Champcella ; de plus, par cet itinéraire, la distance Rama-Briançon aurait été de 22 milles romains alors que l’on sait, d'après l'Itinéraire d'Antonin, que cette distance était de 18 milles seulement.
Dans les plaines et les basses vallées des Hautes-Alpes, la présence romaine a entraîné une rupture certaine avec la période antérieure, notamment par le développement des villes et par l’apparition d’un nouveau mode d’exploitation des campagnes, la manifestation la plus caractéristique étant l’apparition des villae. En revanche, dans les hautes vallées, il n’en a rien été car toutes les données, et notamment celles issues des recherches à Faravel, montrent qu’il n’y a eu aucune augmentation des activités humaines. De plus, la thèse selon laquelle il y aurait eu dès cette époque une transhumance à longue distance entre la Provence, et notamment La Crau, et les Alpes du Sud, est aujourd’hui abandonnée. L’arrivée massive de troupeaux aurait en effet entraîné la multiplication des structures pastorales, comme ce fut le cas en Crau, mais aurait également provoqué des modifications majeures dans l’évolution du couvert végétal : recul de la foret, développement des prairies d’altitude et de plantes nitrophiles. Mais il n’en est rien, puisque ni l’archéologie ni les études sur l’état de l’environnement à cette époque n’ont enregistré de développement notable des activités pastorales en haute montagne pour cette période. Les habitants de Freissinières ont donc continué à vivre comme ils le faisaient auparavant, en cultivant leurs terres et en maintenant leurs activités pastorales de façon continue mais modeste.

#### Les éléphants d’Hannibal à Freissinières?
Les Caturiges de Freissinières virent-ils passer les éléphants d’Hannibal en 218 ?

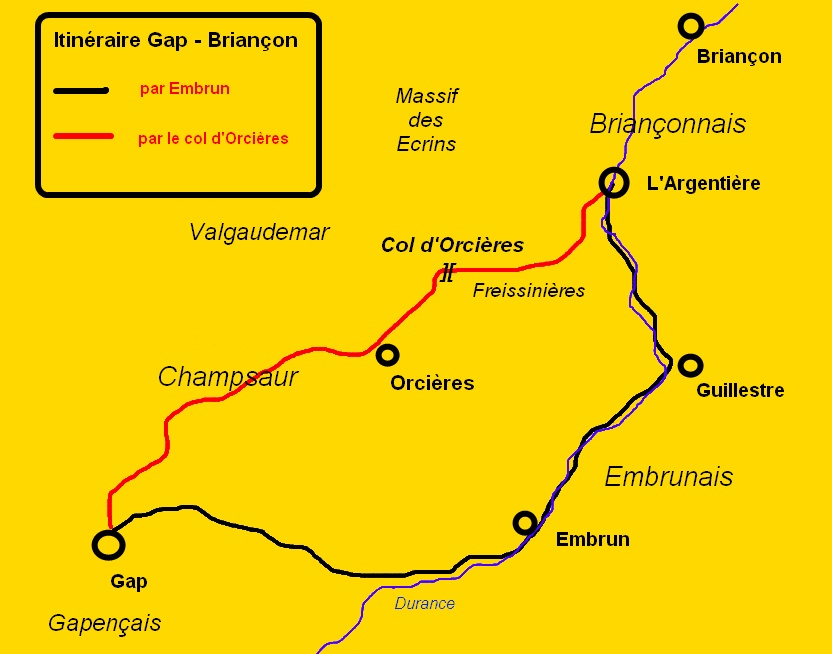
Itinéraires Gap - Briançon par le col d'Orcières et par Embrun.

À Freissinières même, on racontait autrefois que les éléphants étaient passés par la vallée, après avoir franchi le col d’Orcières. Dans son histoire de la ville de Gap publiée en 1844, Théodore Gautier écrit d’ailleurs que l’armée d’Hannibal campa sous les murs de Gap pendant trois jours avant de se rendre en Italie par le col de Montgenèvre et qu’au XVIe siècle les habitants de Freissinières et de l'Argentière avaient montré à de Thou, président à mortier du Parlement de Paris et historien, « le chemin intact tenu par le grand capitaine » et que de Thou crut dès lors la question résolue.
Depuis, les auteurs modernes sont beaucoup moins catégoriques sur l'itinéraire d'Hannibal.

#### La christianisation
On ignore quand l'Évangile chrétien fut prêché pour la première fois à Freissinières. Tout ce que l’on sait avec certitude c’est qu’un certain Marcellin, le futur Saint-Marcellin, après y avoir fondé le premier oratoire chrétien, fut sacré évêque d’Embrun par Eusèbe, premier évêque de Verceil (Italie), entre 363 et 370, et que, selon des propos que l’on prête à Marcellin, « en 353 il ne restait plus de païens dans cette ville. » Enfin, selon le général Humbert : « ce n’en est pas moins à cette époque que les statues des dieux furent enfouies et que le dernier flamine augustal prit sa retraite ».
Aujourd'hui, il est généralement admis, et bien qu’il n’y en ait aucune preuve, que le christianisme n’a commencé à gagner la région qu’à la toute fin du IIIe siècle, et ce grâce à des missionnaires venus de Vienne, de Marseille ou d’Arles. Ceci n’est pas impossible car on sait qu’en 286 apr. J.-C., la population de Gap inaugurait encore dans le temple local un autel à la déesse Victoire dont le culte avait été instauré en Gaule vingt ans avant seulement. On ne comprend pas alors comment Antoine Albert, curé de Seynes, a pu écrire en 1783, en s’appuyant sur des documents aujourd’hui disparus, que « dans toute l’étendue du diocèse, le christianisme fut prêché dès le Ier siècle».
Il est encore plus difficile de connaître l’étendue de la christianisation de l’Embrunais mais il est certain que la pénétration du christianisme dans les montagnes a été beaucoup plus lente, les cultes de Cybèle, d’Isis et de Mithra continuant à y prospérer plus longtemps.
On ne doit cependant pas ignorer une croyance bien ancrée à Freissinières selon laquelle la vallée aurait été évangélisée par l’apôtre Paul alors qu’il était sur le chemin de l’Espagne, sous le règne de l’empereur Tibère, et qu’il aurait même emmené avec lui des gens de la vallée lors de ce voyage ; il n'y a bien entendu aucune preuve de ce passage de saint Paul à Freissinières, ni d’ailleurs de son voyage en Espagne.
On ne peut non plus négliger la thèse, aujourd’hui abandonnée, du maintien dans les hautes vallées alpines, et en particulier à Freissinières, d’un réduit où la pureté de l’évangile de l’Église primitive aurait été préservée depuis les temps apostoliques. En effet, après la « donation de Constantin » en 313, un certain Léon, un compagnon mythique du pape Sylvestre Ier, pape de 314 à 335, n’aurait pas accepté ce ralliement de l’Église à l’Empire et se serait réfugié avec des fidèles dans les Alpes où ils auraient maintenu la pureté évangélique.
Par la suite, les héritiers spirituels de Léon ont été appelés les « léonistes » et, au XIXe siècle, des historiens protestants soutenaient que les Vaudois des vallées alpines descendaient eux aussi de ces dissidents. Il s’agissait en fait pour ces historiens de montrer que le valdéisme et le protestantisme avaient des origines aussi anciennes que le catholicisme et qu’il n’y avait aucune discontinuité depuis le temps des apôtres.

### Moyen Âge
On situe traditionnellement le début du Moyen Âge à l’année 476 qui est celle de la fin de l'Empire romain d'Occident.
Cette date correspond très exactement à celle de l’arrivée des Burgondes dans l’Embrunais, où ils restèrent jusqu’en 523 quand il en furent chassés par les Goths. Les Goths ne se comportèrent pas très différemment des Burgondes car, plus encore que ceux-ci, ils se prétendaient les continuateurs des romains. En 532, on ne sait pourquoi, ils restituèrent l'Embrunais aux Burgondes mais, le roi burgonde Godomar III ayant été battu cette même année à Autun — et sans doute tué — par les fils du roi des Francs Clovis, Childebaire et Clotaire, ceux-ci se partagèrent le royaume burgonde avec leur neveu Théodobert.
Bien que de religion arienne, il ne semble pas que les Burgondes et les Goths aient été hostiles à l’Église catholique. Gondebaud, le père de Godomar III, entretenait d’ailleurs des relations étroites avec saint Avit, évêque de Vienne, et son fils Sigismond, frère de Godomar, se convertit au catholicisme et aurait été l’ami de Pelade qui fut évêque d’Embrun.
Les Francs, à leur tour, ne se comportèrent pas très différemment de leurs prédécesseurs et il y eut peu d’immigration franque dans la région. Le roi Gontran, fils de Clotaire, se contentait de régner de loin, le pouvoir civil et militaire étant exercé de façon très autonome depuis Embrun par un comte subordonné seulement au « Patrice », le préfet établi à Arles. Ce comte pouvait d'ailleurs être indifféremment un Franc, un Burgonde ou même un Gallo-Romain.
C'est dans ce contexte que les Lombards firent leur apparition dans l'Embrunais.

#### Les Lombards
On a beaucoup dit et écrit que Dormillouse, l’un des treize hameaux de la commune de Freissinières, aurait été fondé par les Lombards au VIe siècle et que le hameau était appelé dans leur langue « Dormil ».
Il n’y a aucune trace, ni écrite ni archéologique, de la présence des Lombards dans ce hameau, ni dans la vallée d’ailleurs ; le passage, voire l'installation, de Lombards dans la vallée n'est cependant pas totalement impossible car l’histoire atteste que les Lombards sont passés plusieurs fois dans la vallée de la Durance.
En 569, ou 570, après avoir traversé l'Italie du Nord sans rencontrer de résistance sérieuse, ils débouchèrent en force du col de Montgenèvre et dévalèrent vers Embrun. Le roi franc Gontran chargea alors le patrice Amat d'Arles de les arrêter, mais il fut battu et tué. Les Lombards ravagèrent alors toute la région, jusqu’au-delà de Gap, mais ils ne restèrent pas dans le pays et repassèrent le col de Montgenèvre.
L’année suivante, après être passés par le col de Larche cette fois, ils réitérèrent leur action, mais ils furent arrêtés par l’armée du successeur d’Amat, le patrice Ennius Mummole, en un lieu-dit « Mustias Calmes », nous dit Grégoire de Tours. Pendant longtemps on a cru pouvoir situer Mustias Calmes au Plan de Phazy, près de Guillestre, mais les chercheurs s'accordent aujourd’hui pour dire que la Vallis Mustias n’était autre que la haute vallée de l’Ubaye et il semble donc que la bataille doive se situer au débouché du col de Larche.
En 575, les Lombards repassèrent encore une fois le Montgenèvre avec pour objectif Avignon, Valence et Grenoble où ils furent battus par le patrice Mummole. Menacés d'être coupés de leurs arrières, ils refluèrent sur Embrun puis passèrent le Montgenèvre.
Les Lombards devaient repasser une dernière fois le col de Montgenèvre pendant l’été 738, mais à la demande de Charles Martel cette fois, pour aller l'aider à chasser les Sarrasins et leurs alliés provençaux de la ville d'Arles. La totalité du pays étant pacifiée en 739, les Lombards regagnèrent alors définitivement l’Italie.
Après la mort du roi Gontran en 593, il est difficile de suivre le sort de l’Embrunais jusqu’au jour où la puissante personnalité de Charles Martel vint mettre un terme à un siècle de confusion et d’anarchie en restaurant l’empire des Francs.

#### Les Sarrasins
À Freissinières, comme d'ailleurs dans toutes les Hautes-Alpes, c’est la présence des Sarrasins qui a le plus durablement marqué la mémoire collective des populations et de nombreux lieux-dits sont considérés comme d'origine sarrasine. Ainsi, selon Florimond Baridon, « les Sarrasins ont laissé de nombreuses traces de leur présence dans la vallée. Au-dessus de Pallon, on trouve les ruines des fortifications où ils se sont maintenus jusqu'au Xe siècle et ils y avaient même construit un moulin sur une élévation ; de là, ils défendaient l'accès à la vallée car le chemin passait par un col étroit appelé l'Estrets. En bas de la plaine, il existe une fontaine près de laquelle les « Arabes » ont dû habiter, et que l'on nomme d'ailleurs Fontanier ou fontaine du Noir. On leur attribue aussi la fondation des hameaux des Viollins et des Minsars. Les restes de ces populations se sont fondus avec les habitants de la vallée dont certains présentent encore aujourd’hui les traits caractéristiques de la race sarrasine ».
Il est certain que des bandes sarrasines ont envahi à plusieurs reprises tout le Midi de la France, réussissant même parfois à monter jusqu'en Italie ou en Suisse. La première invasion remonte à l'année 715. Venant d’Espagne, les Sarrasins ravagèrent les plaines de Narbonne, Béziers et Nîmes ; fuyant cette invasion, de nombreux habitants se réfugièrent en Provence et jusque dans les Alpes. En 726, les Sarrasins commencèrent à envahir la Provence mais, semble-t-il, ils ne montèrent pas jusque dans les Hautes-Alpes, s'arrêtant dans la région de Die. Les seigneurs provençaux, particulièrement Mauronte, le duc de Provence, profitèrent des troubles pour se révolter contre les Francs, n'hésitant pas à s'allier aux Sarrasins. Charles Martel réussit à rétablir la situation en s'appuyant sur les seigneurs restés fidèles et, notamment, sur le plus notable d'entre eux, le patrice Abbon dont le testament, qui est parvenu jusqu’à nous, permet de bien connaître l’organisation de toute la région. Il possédait notamment tout le Briançonnais et l’Embrunais, avec des terres un peu partout, en Vallouise, dans le Queyras (à Molines et à Ville-Vieille), dans la haute et moyenne Ubaye et, près d’Embrun, une ferme à l’Aubreau, à 3 km au nord de Réotier, une autre aux Orres et enfin deux autres dans des lieux qui nous sont inconnus, Boresio et Rodis. Charles Martel mourut en 741 laissant la Provence pacifiée mais les Sarrasins devaient y revenir un peu plus d'un siècle plus tard.
Les Sarrasins refirent leur apparition en Provence vers le milieu du IXe siècle, semble-t-il, après avoir débarqué dans le massif des Maures. On sait qu'en 885 ils étaient déjà bien installés au Fraxinetum, ou Fraxinet, terme qui devait désigner à l'époque l'ensemble de la région qui s'étend entre le massif des Maures et la mer, d'Hyères à Fréjus. De cette puissante base arrière, ils commencèrent à lancer leurs razzias dans tout le sud-est du pays. Ils remontèrent même jusqu'en Italie où l’abbaye de la Novalaise fut dévastée et incendiée en 906. Le père Marcellin Fornier dit qu’Embrun fut pris de vive force par les Sarrasins en 916, ou 926, et que son évêque, Benoît, fut égorgé en même temps que celui de Maurienne qui avait trouvé refuge auprès de lui ; il ajoute qu’ils s’emparèrent également de Briançon. Cependant, selon la plupart des historiens, ces informations sont inexactes.
Les Sarrasins pouvaient se livrer impunément à leurs razzias non pas en raison de leur nombre ou de leur force mais parce que Louis, roi de Provence, n’avait pas de troupes et, surtout, qu'il avait de plus hautes ambitions en Italie. Hugues d’Arles, le duc de Provence auquel il laissa la régence, ne fit pas mieux et s'allia même aux Sarrasins auxquels il confia la défense des cols du Grand et du Petit-Saint-Bernard car il craignait que ses rivaux en Italie du nord ne fassent appel à des auxiliaires allemands qui pourraient passer par la Suisse.
C’est un événement qui connut alors un grand retentissement, en raison de l’importance du personnage concerné, qui devait décider le nouveau comte d’Arles et de Provence, Guillaume II, à agir contre le « Fraxinetum » dans une action décisive qui allait lui valoir le titre de « Guillaume le Libérateur ». Le 21 juillet 972, un personnage de premier plan, Mayeul, l’abbé de Cluny, rentrant de Rome, venait de passer le col du Grand-Saint-Bernard avec une trentaine de pèlerins, lorsqu’il tomba dans une embuscade tendue par les Sarrasins qui le firent prisonnier. Mayeul étant l'ami de l’empereur Othon 1er et de Conrad II, le roi de Bourgogne-Provence, le nouveau comte de Provence, Guillaume II, et les seigneurs locaux ne pouvaient rester sans réagir cette fois. Guillaume II se lança à la poursuite de la bande qu'il intercepta et anéantit alors qu'elle regagnait sa base de Fraxinetum. En même temps, son frère Roubaud 1er, avec l’aide du marquis de Turin, Ardouin, vraisemblablement arrivé par le littoral, s’emparait de Fraxinetum et massacrait tout le monde.
Si la présence des Sarrasins dans les hautes-Alpes est donc bien certaine, de nombreux chercheurs ont montré depuis J. Roman qu'en fait ils n’ont laissé ni traces ni souvenirs matériels. En effet, tous les toponymes attribués aux Sarrasins sont en fait composés d’un préfixe désignant une hauteur ou une montagne (Puy, Mont) et d’un suffixe issu de Maurus ou de Maurinus, nom gallo-romain assez répandu qui signifie brun ou noir et ne désigne donc pas les Maures. De plus, au Moyen Âge, les Sarrasins n'étaient jamais nommés Mauri mais Sarraceni. Il ne reste dans les Alpes aucune trace de construction pouvant être attribuée aux Sarrasins, toutes les ruines et les tuiles que l'on nomme vulgairement murs sarrasins et tuiles sarrasines datent en fait de l'époque gallo-romaine ou franque.
Si les Sarrasins ne laissèrent aucune trace de leur passage dans les Hautes-Alpes c'est parce qu'ils ne s’installèrent jamais dans le pays. Ils étaient en effet peu nombreux et ils ne se déplaçaient qu'en bandes de quelques milliers d’hommes au plus qui razziaient les régions traversées, enlevant les troupeaux et faisant du butin. Comme l’a écrit J. Roman : « ils furent essentiellement des pillards et non des administrateurs et des maîtres ».
L’expulsion des Sarrasins du Fraxinetum en 972 fut toutefois un fait capital qui  allait permettre une reprise de l’économie et la reconstitution du pays.

#### Naissance de la féodalité
Les Sarrasins avaient été expulsés mais le pays se retrouvait désolé et livré à une anarchie totale. Pendant toute cette période, des chefs locaux s'étaient affirmés ou révélés pour organiser la défense des populations et ils avaient donc acquis sur elles une grande autorité. La menace sarrasine dissipée, ils voulurent bien entendu conserver leur pouvoir et ce fut donc une vaste foire d'empoigne. Guillaume le Libérateur mit la main sur les terres qui avaient constitué le domaine propre des souverains de Provence et il y installa des hommes forts, vicomtes et évêques, qu’il désigna vraisemblablement lui-même. Les évêques s’employèrent à  récupérer les biens de leurs églises. Les uns et les autres appelèrent à eux les paysans déracinés pour remettre en valeur leurs terres. Naturellement, on se battit beaucoup. En l’absence de toute police et de toute armée, brigands et bandits avaient beau jeu. L’insécurité conseillait aux petites gens de rester groupés autour de ceux qui avaient organisé la résistance, les seigneurs, et de se « recommander » à eux par un contrat de bonne forme. Cependant, faute de pouvoir affirmer leur autorité sur tous ces seigneurs, Guillaume et ses successeurs se satisfirent rapidement d’une reconnaissance de vassalité avec assurance de leur concours militaire et d’un partage des droits utiles. Vicomtes et évêques agirent pareillement envers les seigneurs retranchés dans leur castra. La féodalité commençait.
En ce qui concerne Freissinières précisément, on ignore qui furent les premiers seigneurs à exercer une tutelle sur la vallée après la défaite des Sarrasins. On sait seulement que le premier seigneur « majeur » du mandement de Rame, en 1137, s’appelait Pierre de Rame et qu'il exerçait également sa tutelle sur les communautés de l’Argentière, de la Roche-sur-Embrun  et de Champcella, mais il faut attendre 1210 pour connaître le nom du premier seigneur « particulier » de la vallée, Pierre de Freyssinières.  Il semble aussi que c'est dès cette époque au moins que l'archevêque d'Embrun eut des possessions à Freissinières. En effet, selon le père Marcellin Fornier, une bulle papale de 1151 aurait confirmé à l'archevêque la possession du château et du village des Orres, du tiers des localités de Rame, Freissinières, Champcella, Saint-Crépin, Chadenas, les Crottes et Montmirail, ainsi que le tiers des mines d’Erregum, ou Curegum, qui devaient se trouver dans la montagne alors dite de Calaor, à l’ouest de Châteauroux et de Saint-Clément, ainsi que les trois sites de Faravel, à l’est de la Grande cabane.

### Seigneurs et vassaux
La Vallée de Freissinières était donc soumise à un seigneur particulier et à un seigneur majeur mais, dans la réalité, cette suzeraineté était bien plus émiettée. En effet, les seigneurs de Rame se faisaient également appeler co-seigneurs de Freissinières, au nom des droits directs qu’ils prétendaient y posséder, certainement à la suite d'héritages, des achats de terres ou des mariages. De plus, et pour les mêmes raisons, les droits de seigneurie, tant ceux de la famille de Rame que ceux de celle de Freissinières, étaient partagées entre plusieurs personnes, certaines n’habitant même pas dans le ressort du mandement.

#### Les demeures seigneuriales
Les représentants locaux des familles qui exerçaient leurs droits de suzeraineté sur la Vallée résidaient dans leur château, à Rame et à Ville. Il y avait aussi le château de Pallon, mais il était tombé en ruines, à l’exception de ses quatre tours qui appartenaient en indivis aux deux familles seigneuriales, mais on ne sait pas si elles l’habitèrent à un moment. En 1540, Gaspard de Rame déclare détenir « la tour appelée de Palon, inhabitable et ruinée, située sur une montagne ».
La famille de Freissinières résidait à Ville, le chef-lieu de la communauté, dans un château  situé près de l’église actuelle. Avant la Révolution, selon le cadastre de 1779, il était entouré d’un mur flanqué de deux tours ; il possédait également une écurie, qui avait sept piliers, et un fenil situés plus haut, sur l’emplacement de l’école actuelle qui a été construite en 1848. Si l’on suit  Florimond Baridon, il y aurait eu également un château à Dormillouse. Il écrit en effet : « La Lirette et Pré Gauthier, à Dormillouse, lui appartenaient également . Là, on pouvait encore voir, en 1934, un pré large d’environ 3 à 10 mètres qui contourne le tertre de La Bâtie, et qui servait de promenade aux gens du château pendant l’été ». Des fragments de céramique du XIVe siècle ont bien été découverts récemment en ce lieu et de nombreux vestiges de constructions (enclos, habitats) sont encore visibles sur une terrasse en contrebas à Pré Gauthier.
La famille de Rame avait son château dans la Vallée de la Durance, pratiquement à la confluence avec la Biaisse, sur le site supposé de l’antique mutatio de Rama. Aujourd’hui on voit encore l’enceinte quadrangulaire, d’environ 73 m sur 63 m, complétée par quatre tours circulaires dont deux sont pleines. Deux autres tours flanquent la porte d’entrée face à la Biaisse. C’est la seule porte monumentale conservée dans la région Embrunaise et un des rares châteaux construits en plaine. Dans l’angle sud-ouest de l’enceinte se trouve l’église Saint-Laurent de Rame, sans doute plus ancienne. Restaurée au XIXe siècle, c’est une chapelle à nef unique qui termine une abside semi-circulaire ; elle a eu une fonction paroissiale jusqu’à la fin du XVe siècle. Ce château n’avait plus de rôle militaire depuis longtemps car un contrat de mariage, signé par le comte de Forcalquier en juin 1202, stipulait déjà que c’étaient désormais les châteaux de l’Argentière et de Réotier qui couvraient la Provence contre le Briançonnais des comtes d’Albon. L’enceinte a été construite par Jean de Rame au milieu du XIVe siècle. Fazy de Rame, l’un de ses descendants et le plus connu des seigneurs de Freissinières, fit refaire le portail en pierres de taille et décida d’y construire une nouvelle maison en 1484. Cette maison, surmontée d’un colombier (droit seigneurial) et dotée d’une grande porte en marbre rouge de Guillestre, sera couverte en 1503 par un toit en ardoise. Pour cela, il s'adresse à des habitants de Freissinières (Jean Berthalon et Pierre Ripert) pour la fourniture de pierres de la vallée ou de Réallon et son « hôtel » de Rame est construit par Pierre Pallon.

#### La vie des seigneurs
La vie de ces seigneurs était simple et très proche de celle de leurs sujets, les maigres ressources de leur territoire ne leur offrant pas les revenus qui leur auraient permis une vie plus luxueuse. Ils géraient directement leurs biens en traitant avec les habitants qu’ils connaissaient tous par leur nom, en utilisant le même patois embrunais. Comme eux aussi, gens peu fortunés, ils ne laissaient perdre aucun profit et savaient se monter intraitables dans les affaires. Ce qui les différenciait en fait de leurs sujets c’est, outre leurs droits sur les personnes et les biens, une plus grande culture, la capacité de lire et d’écrire, parfois en latin, et leur fidélité indéfectible à l’église catholique alors que leurs sujets étaient tous Vaudois, puis Réformés. La description de Fazy de Rame, seigneur qui vécut à la fin du XVe siècle et au tout début du XVIe, nous donne une bonne image de ces seigneurs : « Le maître était vêtu, comme son valet, d’une chemise et d’une robe qui commençait à être courte, car le jupon d’alors, fort volumineux, étoffait le corps d’une manière assez apparente de la ceinture aux genoux, sur les chausses étroites qui se terminaient par des savates pointues, un bonnet sur la tête se couvrait du chapeau. Armé d’une dague à la ceinture, il portait l’arbalète au point quand la nécessité s’en présentait.» Sur sa terre réduite du fait des partages successifs et rongée par la Durance, Fazy est toujours Monseigneur de Rame. Mais lorsqu’il se rend à Embrun, où il possède une maison, et dont un bâtard de sa famille préside d’ailleurs l’administration communale, il a peine à se faire distinguer de tous les bourgeois enrichis, même des plus ordinaires.
Fazy (François) de Rame qui vivait à la fin du XVe siècle, est le seigneur de Rame le plus connu. Dans son « livre-journal » (écrit en patois mais aussi en latin), il enregistrait les moindres détails concernant son colombier, ses récoltes de miel, les redevances en fromages, ses transactions avec les habitants de la vallée. Il ne laissait perdre aucun profit mais c'était aussi un brave homme qui prêtait des sous à certains de ses sujets pour qu’ils s’instruisent, qui blâmait les excès des troupes dans leur lutte contre les vaudois qu'il cherchait d'ailleurs à sauver en intervenant auprès du pape et de l'archevêque d'Embrun. Le seigneur de Rame était très religieux mais il n'en était pas moins tolérant.

#### Les relations entre seigneurs et vassaux
La vie dans la vallée, du fait de l’extrême pauvreté de ses ressources, était essentiellement consacrée, en dehors de ce qui touchait à la religion, à la satisfaction des besoins alimentaires immédiats. Les problèmes liés à la possession et à l’exploitation des terres cultivables, des prés, des alpages, des forets et même des ressources de la Biaisse avaient une importance considérable et entraînaient donc fréquemment des conflits d’intérêts qui étaient le plus souvent réglés par des transactions, mais qui dégénéraient parfois en actes de violence. Ces conflits étaient en règle générale réglés par des transactions entre les consuls des différentes communautés et par les seigneurs. Ainsi, le 15 juillet 1360  intervient entre les consuls de « Chancella » et les co-seigneurs de la maison de Rame une transaction qui a pour objet de réserver à la commune la montagne de Val-Haute placée sur le territoire de Freissinières.
Les conflits se terminaient cependant assez souvent par des procès, à Embrun ou devant la Cour de Grenoble, et leur règlement pouvait durer plusieurs années, voire plus d’un siècle ! Ainsi, le 22 avril 1595, à la suite de nombreuses contestations sur l’application des droits seigneuriaux entre le seigneur et les communes de Freissinières et de Champcella, les parties parvinrent à trouver un compromis grâce à l’intervention d’arbitres, l’un de ceux de Pallon n’étant rien d’autre que Lesdiguières. Le 1er septembre 1724, soit 129 ans plus tard, la commune de Champcella ayant intenté un procès contre celle de Pallon, la Cour de Grenoble confirma le jugement des arbitres de 1595 au terme d’une plaidoirie qui occupa vingt-cinq audiences ! Le relevé de chacune de ces audiences fut retranscrit dans des cahiers, chacun contenant un grief de Pallon contre Champcella.
Il n’était pas rare non plus que les conflits dégénèrent en violences physiques entre paysans de communautés rivales ou contre les seigneurs. Ainsi, en  1660, Jean Oronce Le Bout de Saint-Disdier, seigneur de Freissinières, possédait la moitié de la plaine, du Plan aux Meyries ; il avait en effet acheté l’année précédente à Mathieu de Rame les terres que celui-ci détenait dans la plaine de Pallon. Comme il souhaitait aussi s’emparer des prairies qui se trouvaient en dessous, il fit supprimer le chemin qui servait de limite pour empêcher les paysans d’y accéder. Se refusant d’admettre cet état de fait, un Reymond du Plan attelait tous les soirs ses bœufs à des planches et retraçait le chemin. Saint Disdier voulut se venger de cet affront et monta tout un stratagème pour s’emparer de Reymond que décrit ainsi Florimond Baridon : « Un jour, Saint-Disdier invita Reymond à souper en compagnie de son cousin Belon, seigneur de Champcella, dans le but probable de régler le différend. Reymond dit au seigneur qu’il viendra s’il lui assurait la vie sauve. "Foi de gentilhomme, je réponds corps pour corps" lui répondit de Saint-Disdier. Le soir, Reymond vint donc au rendez-vous mais, par prudence, il s’était revêtu de trois chemises. Dès qu’il eut pénétré, plusieurs domestiques du château s’emparèrent de lui et le conduisirent de force dans la salle à manger, la chambre du carcan .  Il y fit un grand tapage pour faire croire à son effroi tout en confectionnant une corde avec ses trois chemises. Ce jeu lui réussit car, peu après, il était dehors, un fusil à la main. Il tira à travers une fenêtre de la salle à manger, la balle allant couper une bougie sur la table ! « Reymond s’est échappé, je suis mort » dit le Seigneur. »
En plus de ces terres dans la plaine, Saint-Disdier  possédait le quartier du Lauzet, le meilleur de Val-Haute. Il avait d’ailleurs donné le titre de Monsieur du Lauzet à l’un de ses fils et sa fille aurait porté celui de Mlle du Lauzeron, du nom d’un quartier dont il cherchait à s’emparer encore. Il ne restait alors plus aux habitants de Freissinières  que la montagne de Val-Haute dont le territoire consistait en prairies et en biens communs, mais ils étaient partagés de plus par moitié avec Champcella, comme nous l’avons vu plus haut ; c’était leur seul secteur de « paquerage » d’été et leur seule ressource en foin qu’ils fauchaient et descendaient dans la plaine pour l’hiver. En effet, depuis la transaction du 15 juillet 1360  déjà évoquée, tous les droits d’estivage des bestiaux accordés aux habitants étaient concentrés sur Val-Haute ; les autres montagnes pastorales du mandement devenant propriétés exclusive des co-seigneurs, ils les utilisaient uniquement en faveur des transhumants de Provence. Ils ne pouvaient donc accepter de perdre leurs derniers alpages et décidèrent de se battre, ce qui devait aboutir à la mort de  Saint-Disdier. Madame de Lionne, la veuve de Saint-Disdier, n’osa plus habiter dans la commune de Freissinières. Joachim, son neveu et héritier, vendit ses biens à M. de Genlis, archevêque de Gap en 1670. À partir de cette date, nous n’avons plus de trace de la présence de cette famille seigneuriale dans la Vallée.

#### L'émigration dans le Luberon
À la fin du XVe siècle le Luberon est un pays dépeuplé (60 % de la population a disparu), certains villages sont inhabités et de nombreuses terres ne sont plus cultivées. Cette situation est la conséquence des calamités qui se sont abattues en Provence, comme sur l’ensemble de la France d’ailleurs : famines, peste noire, guerre de Cent Ans avec ses routiers qui ravagent les campagnes. À partir des années 1460, la situation s’améliore lentement, aussi les seigneurs locaux, et le pape pour le Comtat d’Avignon, font-ils appel à des colons en leur promettant des exemptions fiscales. Ceux-ci vont surtout venir des Alpes, et plus particulièrement des diocèses d’Embrun et de Turin, ces vallées se convertissant alors à une économie pastorale, nécessitant beaucoup de terres pour les pacages, mais libérant une main-d’œuvre nombreuse. Mille quatre cents familles, ce qui représentait plus de 6 000 personnes, vont s’installer en Provence et dans le Comtat Venaissin, les deux tiers d’entre eux arrivant d’ailleurs de 1490 à 1520 ; les premières installations ont lieu dans le Comtat, dans la région de L'Isle-sur-la-Sorgue et de Fontaine-de-Vaucluse, mais aussi en Luberon, à Maubec, Robion et Saumane.
À Cabrières-d'Aigues, dans le Luberon, les 80 familles qui s'installent en 1495 viennent toutes de la vallée de Freissinières où a eu lieu sept ans plus tôt la Croisade contre les vaudois de 1488 et deux tiers des arrivants à Cabrières-d'Aigues figurent sur la liste des habitants de Freissinières alors poursuivis pour hérésie, qui est conservée dans les archives du Parlement de Grenoble.
On ignore à quelle date les premiers Vaudois de Freissinières sont venus dans le Luberon. On sait cependant que :
- en 1493, un certain Basile Panin dicte son testament à Bonnieux avant d’aller s’installer à Cabrières ; il était donc présent dans le Luberon avant cette date.
- en janvier 1495, Pierre Anthoard s’installe à Cabrières-d'Avignon.
- le 10 mars 1495, le seigneur de Cabrières-d’Aigues signe un acte d’habitation avec 80 chefs de famille dont 75 étaient de Freissinières .  Dans la liste des patronymes vaudois attestés à Cabrières aux XVe et XVIe siècles, on retrouve des noms caractéristiques de la vallée.
- le 1er juin 1501, le même seigneur cède des terres à 25 hommes dont les frères Michel et Jacques Baridon.
- en 1503, il y a un Fazy Raymond à Roussillon.
- le 19 mars 1505, le seigneur de La Tour-d'Aigues accorde un baille à Jacques ALLARD.
- en 1510, on trouve les cousins Jean et Antoine Arnoux, merciers à Cabrières.
- en novembre 1514, le seigneur de La Roque-d'Anthéron installe sur la rive gauche de la Durance des  familles venues de Lambesc, Villelaure, Toulon mais, pour l’essentiel de Cabrières-d’Aigues et Lourmarin. Dans la liste des patronymes vaudois attestés aux XVe et XVIe siècles, on retrouve des noms caractéristiques de la vallée.
- en 1516, une femme de Cabrières d’Avignon, originaire de Freissinières, vend tous ses biens qu’elle tient de ses parents au pays natal à un autre habitant de Cabrières, originaire comme elle de Freissinières.

Après le massacre de 1545, certains s’exilèrent à Genève, comme un François Baridon  de Cabrières-d’Aigues, mais beaucoup semblent être restés car, par exemple, en 1801 il y avait encore 434 protestants sur 462 habitants à Cabrières ; on ignore si certains sont retournés à Freissinières.
À noter enfin que, selon Alexis Muston, en 1500, des Vaudois de Freissinières allèrent même s’établir en Calabre où ils se fixèrent « sur les bords de la rivière que l’on nomme Volturato et qui coule des Apennins dans la mer de Tarente. »

### Temps modernes
En 1692, le duc de Savoie abandonne l'alliance française, passe le col de Vars et s'empare d'Embrun et de Gap. N'osant pas l'affronter, le maréchal Catinat se contente de surveiller l'avance des troupes depuis un camp qu'il installe à Pallon ; il dispose des troupes à La Roche-de-Rame et reçoit régulièrement des informations par des émissaires qui passent le col d'Orcières.

### Époque contemporaine
À la Révolution, les cahiers de doléances ont été signés, pour la vallée, par les personnes suivantes : Gouirand (châtelain), P. Anthouard (consul), Bertrand (consul), André Anthouard (ex-consul), T. Pellegrin, Anthouard, J. Boysset, Baridon, P. Anthouard, A. Boysset, T. Boysset, J. Bret et J. Gouirand.

#### L'émigration en Algérie
Au XIXe siècle, les rares terres agricoles ne pouvant plus nourrir une population en forte croissance démographique, certains habitants décidèrent d’émigrer à l’étranger ou dans les colonies françaises. En 1861, huit familles partirent s’installer en Algérie, dans la région d’Aumale, mais elles ne purent se maintenir longtemps sur le sol algérien et rentrèrent en France, par manque de capitaux et de soutien. En 1887, quelques jeunes gens de la vallée choisirent l’aventure au Brésil, un peu comme les « Barcelonnettes » au Mexique ; en 1873, une famille des Minsars, attirée par des promesses, partit aussi pour Rio de Janeiro ; la plupart rentrèrent cependant au pays quelques années après.
Des associations caritatives protestantes, le « Comité de Lyon », puis la « Société Coligny », avec le sénateur Eugène Réveillaud, décidèrent alors de favoriser l’établissement définitif de familles en Algérie, en prêtant aux candidats à l’émigration la somme exigée (5 000 F) par le Gouvernement général pour obtenir une concession. Trois villages, tous dans la région d'Oran, accueillirent ainsi successivement des familles : en 1888, les Trois-Marabout (Sidi Ben Adda) avec treize familles, puis en octobre 1890, Guiard (Aïn Tolba) avec 22 familles (la plupart de Dormillouse) enfin, en 1919/1922, Ténézéra (au sud de Sidi Bel Abbes) avec dix familles. Certaines de ces familles ne réussirent pas à s'adapter au climat et aux difficultés de la vie et rentrèrent donc en France rapidement ; quelques-unes persévérèrent et ne regagnèrent la métropole que dans les années qui ont suivi l'indépendance de l'Algérie.

#### La guerre de 1914-1918
Avec trente-quatre morts pour la France sur une population de 591 habitants en 1916, la commune de Freissinières a payé un très lourd tribut pendant la Première Guerre mondiale ; le taux de mortalité de 5,75 % est en effet très largement supérieur aux 3,39 % de la moyenne nationale et même aux 4,16 % de la Bretagne, province considérée comme ayant eu le plus de pertes pendant la grande guerre.
Trente-quatre habitants en moins sur 591 c'est énorme et la commune ne se relèvera jamais de cette ponction d'autant qu'elle s'ajoute au départ de plusieurs familles en Algérie quelques années avant. Ces pertes vont avoir des conséquences non seulement pour le renouvellement des générations futures mais, également, sur l'activité économique essentiellement rurale. Faute de bras, la production agricole va chuter rapidement et, faute de chef de familles, des exploitations agricoles vont disparaître.

##### Habitants de Freissinières morts pour la France en 1914-1918[48]
| Nom                                   | Naissance  | Unité                                                  | Grade                                                     | Circonstances                                                           | Lieu                                     | Date               |
| ------------------------------------- | ---------- | ------------------------------------------------------ | --------------------------------------------------------- | ----------------------------------------------------------------------- | ---------------------------------------- | ------------------ |
| Anthouard Pierre Thomas               | 6/11/1880  | 159e Régiment d'Infanterie                             | Soldat                                                    | Tué à l'ennemi                                                          | Saint-Laurent (Pas-de-Calais)            | 23 octobre 1914    |
| Anthouard Ruben                       | 3/11/1895  | 272e Régiment d'Infanterie                             | 2e classe                                                 | Tué à l'ennemi                                                          | Ainval (Somme)                           | 11 juin 1918       |
| Baridon Henri Auguste Florimond       | 12/02/1891 | 67e, ou 68e, Bataillon de chasseurs alpins             | Sergent                                                   | Décédé suite blessures de guerre à l'ambulance 1/6                      | Maricourt (Somme)                        | 14 octobre 1916    |
| Baridon Jean Daniel                   | 17/12/1893 | 5e Régiment d'Infanterie Coloniale                     | Soldat                                                    | Tué à l'ennemi                                                          | Walscheid (Lorraine)                     | 19 août 1914       |
| Baridon Jean Joseph                   | 17/12/1893 | 359e Régiment d'Infanterie                             | Soldat                                                    | Tué à l'ennemi                                                          | Monchy le Preux (Pas de Calais)          | 2 octobre 1914     |
| Berthalon Frédéric Jean Daniel        | 21/12/1884 | 52e Bataillon de Chasseurs à Pied                      | Chasseur                                                  | Décédé en captivité                                                     | Grassentaft (Allemagne)                  | 10 novembre 1918   |
| Boisset Célestin André                | 13/08/1888 | 157e Régiment d'Infanterie                             | Soldat                                                    | Tué à l'ennemi                                                          | Bois d'Avaucourt (Meuse)                 | 29 mars 1916       |
| Chevalier Clovis Élie Antoine         | 27/07/1896 | 27e Régiment d'Infanterie                              | Soldat                                                    | Tué à l'ennemi                                                          | Maisons en Champagne                     | 8 mars 1918        |
| Chevalier Joseph Louis                | 06/07/1888 | 358e Régiment d'Infanterie                             | Soldat                                                    | Prisonnier de guerre                                                    | Talma (Ardennes)                         | 17 octobre 1918    |
| Clot Camille (pasteur de la paroisse) | 6/04/1877  | 15e section d'Infirmiers                               | 2e classe                                                 | Grosse éventration par éclat d'obus                                     | Ambulance 1/52 Jumel (Somme)             | 4 mars 1918        |
| Fonzetto Arsène Baptistin             | 30/10/1877 | 99e Régiment d'Infanterie                              | 2e classe                                                 | Décédé à la suite de blessures de guerre. Accident en service commandé. | Belfort                                  | 26 novembre 1915   |
| Gouchon Pierre Marius                 | 8/10/1886  | 2e Bataillon de Chasseurs Alpins                       | 2e classe                                                 | Tué à l'ennemi                                                          | Metzeral (Haut-Rhin)                     | 21 juin 1915       |
| Michel Émile Jean                     | 24/08/1873 | 112e Régiment d'Infanterie Coloniale                   | 2e classe                                                 | Tué à l'ennemi                                                          | Souain (Perthes lès Hurlus)              | 27 septembre 1915  |
| Michel Jean François Auguste          | 3/06/1873  | 10e Régiment d'artillerie                              | 2e classe                                                 | Tué par accident en service commandé                                    | Parc d'artillerie de Lyon (Rhône)        | 2 juin 1917        |
| Michel Joseph Émile                   | 15/03/1899 | 17e Régiment d'Infanterie                              | 2e classe                                                 | Décédé à la suite de maladie. Grippe compliquée.                        | Hôpital de Bondonneau (Drôme)            | 2 décembre 1918    |
| Mathurin Jules Alfred Marius          | 31/03/1885 | 94e Bataillon de Chasseurs                             | Sergent                                                   | Tué à l'ennemi                                                          | Hénin-sur-Cajent (Pas de Calais)         | 2 octobre 1914     |
| Musson François                       |            |                                                        |                                                           |                                                                         | Champcella (Hautes-Alpes)                |                    |
| Niel Charles Émile                    | 31/01/1884 | 359e Régiment d'Infanterie                             | Caporal                                                   | À la suite de blessures de guerre                                       | Ambulance 4-3-280, SP 93, Braine (Aisne) | 3 juillet 1917     |
| Pallon Fernand Joseph                 | 21/11/1897 | 28e Bataillon de Chasseurs alpins                      | 2e classe                                                 | Tué à l'ennemi                                                          | Hartmannswillerkopf (Vieil Armand)       | 21 décembre 1917   |
| Pellegrin Joseph Séraphin             | 03/01/1887 | 149e Régiment d'Infanterie                             | Soldat                                                    | Tué à l'ennemi                                                          | Vaux-devant-Damloup(Meuse)               | 5 avril 1916       |
| Pellegrin Georges Victor              | 14/11/1890 | 159e Régiment d'Infanterie                             | Maladie contractée en service (Bronchopneumonie grippale) | Hôpital complémentaire 57 Briançon                                      | 27 octobre 1918                          |                    |
| Pellegrin Alexis                      | 26/02/1895 | 157e Régiment d'Infanterie                             | Soldat                                                    | Maladie contractée en service                                           | Freissinières                            | 20 mai 1915        |
| Pellegrin Joseph Ernest               | 23/08/1880 | 52e Régiment d'Infanterie Coloniale                    | Soldat                                                    | Tué à l'ennemi                                                          | Capy (Somme)                             | 6 octobre 1916     |
| Pellegrin Michel Jacques              |            |                                                        |                                                           |                                                                         | Freissinières (Hautes-Alpes)             |                    |
| Quenin Lucien Louis                   | 11/01/1885 | 11 Régiment de Hussards                                | Soldat                                                    | Maladie contractée en service (Bronchopneumonie grippale)               | Tarascon                                 | 1er février 1915   |
| Reymond Jules Prosper                 | 11/11/1884 | 2e (ou 2bis) Régiment de Zouaves                       | Caporal                                                   | Tué à l'ennemi                                                          | Front de l'Yser Langemarck (Belgique)    | 22 mai 1915        |
| Raymond Jules Auguste Pierre          | 24/02/1893 | 159e Régiment d'Infanterie                             | Soldat                                                    | Disparu                                                                 | Saint-Benoît (Vosges)                    | 1er septembre 1914 |
| Reymond Abraham Théophile             | 21/04/1885 | 1er Régiment d'Artillerie de Montagne, 48e Batterie,   | 2e canonnier                                              | Blessures de guerre                                                     | Bois des Hauts-Bâtis (Meuse)             | 17 mai 1915        |
| Ripert François Ernest                | 14/01/1878 | 284e Régiment d'Infanterie                             | Soldat                                                    | Tué à l'ennemi                                                          | Giévgiéli (Serbie)                       | 12 décembre 1915   |
| Ripert Léon                           |            |                                                        |                                                           |                                                                         | Freissinières (Hautes-Alpes)             |                    |
| Roux Joseph                           | 10/11/1891 | 189e Régiment d'Infanterie                             | Soldat                                                    | Tué à l'ennemi                                                          | Wittersdorf (Haut-Rhin)                  | 19 octobre 1914    |
| Surian Adrien Daniel                  | 23/11/1890 | 189e Régiment d'Infanterie, 2e bataillon, 8e Compagnie | Soldat                                                    | Tué à l'ennemi                                                          | Vaux-devant-Damloup (Meuse)              | 17 mars 1916       |

Source : SGA - Mémoire des hommes

### Histoire des Vaudois et des protestants à Freissinières
L'histoire de la vallée a surtout été marquée par la présence des Vaudois puis des protestants et la violence des persécutions religieuses dont ils ont été l'objet pendant plusieurs siècles.

#### Les Vaudois
Aujourd'hui, les historiens s'accordent pour dire que les « Pauvres de Lyon », les futurs Vaudois ne sont pas arrivés à Freissinières directement du Lyonnais qu'ils ont quitté après les premières condamnations mais qu'ils sont venus du Piémont ou du midi provençal où ils s'étaient d'abord réfugiés. Arrivés dans la vallée dès la fin du XIIe siècle, ils y rencontrèrent une population réceptive à leur prédication, cette région des Hautes-Alpes étant marquée par la présence ancienne de chrétiens vivant déjà en marge de l'Église catholique. Ainsi, dès le début du XIIe siècle, Pierre de Bruys, originaire de la région de Gap, parcourait les diocèses de Gap et d'Embrun, prêchant un christianisme très personnel, en rupture profonde avec le catholicisme et même le futur protestantisme.
Pendant trois siècles, la présence des Vaudois ne va pas être admise par l'Église catholique, d'autant que le sort des vallées vaudoises ne pouvait laisser indifférent le puissant archevêché voisin d'Embrun, dont l'un des archevêques, à la fin du XVe siècle, Jean Bayle, fut par ailleurs co-seigneur de Freissinières. Pendant cette longue période, les Vaudois vont pouvoir survivre surtout grâce à une forte capacité de dissimulation de leurs pratiques religieuses acquises au fil du temps, cette pratique étant d'ailleurs facilitée du fait que le valdéisme n'avait alors pas totalement rompu avec tous les dogmes catholiques. Ils vont résister aux pressantes et constantes tentatives de conversion, menées surtout par des moines qui sillonnaient les vallées, et même par saint Vincent Ferrier qui visita deux ou trois fois les vallées au début du XVe siècle avant de s'établir pendant trois mois à Vallouise ; il réussit semble-t-il, à obtenir des conversions sérieuses et durables en Vallouise mais pas à Freissinières. Les tentatives d'éradication par la violence n'eurent pas plus de succès, puisqu'à la fin du XVe siècle, la révision des feux montre que la quasi-totalité des habitants de Freissinières étaient vaudois.
Si le XIIIe siècle ne semble pas avoir été marqué par l'emploi de la violence contre les vaudois, les deux siècles suivants vont connaître plusieurs actions de répression par la force qui auraient pu être critiques pour la survie du mouvement dans la vallée : 
- En 1352, l'inquisiteur se rendit à Freissinières et à l'Argentières où les corps d'hérétiques furent déterrés et brûlés ; vingt et un vaudois en fuite furent déférés au bras séculier et dix-huit abjurèrent.
- En juillet 1380, un nouvel inquisiteur condamna et livra vingt-neuf habitants au bras séculier, en précisant toutefois qu’ils ne devaient être ni mis à mort ni mutilés.
- En 1390, le gouverneur du Dauphiné, Jacques de Montmaur, arrive à l'improviste dans la vallée ; les vaudois n'eurent que le temps de se réfugier dans la grotte des Fazys où le gouverneur les asphyxia en mettant le feu à des fagots de paille disposés devant l'entrée ; quatre-vingt adultes et quarante enfants y trouvèrent la mort.
- En 1393, quatre-vingt vaudois furent brûlés vifs sur l'esplanade de la cathédrale d'Embrun.
- À partir de 1457, avec l'arrivée de Jean Bayle, co-seigneur de Freissinières, à l'archevêché d'Embrun, poursuites, excommunications et saisies de biens redoublèrent, ces actes arbitraires amenant presque à une révolte générale de la région. Les catholiques, las d'être soupçonnés eux-mêmes, firent appel au roi Louis XI qui, dans une lettre de mai 1448, demanda de ne plus inquiéter le peuple des vallées, mais sous réserve qu'il n'y ait pas d'endurcissement contre la foi catholique, ce que ne pouvaient accepter les vaudois.
- Après la mort du roi, les violences reprirent de plus belle, pour aboutir à un paroxysme avec la « croisade » d'avril 1488, la vallée étant alors envahie par plus de six cents hommes ! Ne pouvant lutter contre cette masse, les vaudois divisèrent leurs forces en quatre groupes qui se dispersèrent vers les points habituels de résistance, notamment sur les hauteurs de Dormillouse, au-dessus de Pallons (à Valhaute) et aux Fazys. Un premier groupe se rendit après avoir résisté pendant quatre jours et les soldats réussirent à enlever la position de résistance au-dessus des Fazys ; après quelques jours de résistance à Dormillouse, tous les vaudois se rendirent. Les violences n'atteignirent non seulement les chefs de la résistance et leurs troupes mais, également, femmes et enfants. Les prisonniers furent conduits à Embrun « comme une chiourme de forçats ». Le 27 avril, soixante-seize d’entre eux abjurèrent sur la place de la cathédrale, tandis que deux femmes et quatre hommes, déclarés relaps, furent brûlés à Embrun ou pendus à Freissinières. Pendant la croisade, quatre barbes originaires de la vallée furent arrêtés et interrogés par l'Inquisition : Poncet Brunet (alias Roux), François Bret, Jean Bret, Jean Anthoard et Pierre Roman[50].

Si les Vaudois ont pu se maintenir à Freissinières, c'est parce que cette vallée, contrairement à d'autres, comme la Vallouise par exemple, présentait un double avantage. Elle leur offrait en effet la protection d'un château fort naturel isolé dans les montagnes et, en même temps, un territoire suffisamment vaste pour leur permettre d'y vivre en autarcie quasi totale de l'agriculture et de l'élevage, mais assez ingrat pour ne pas être trop convoité.
Le valdéisme ne va finalement disparaître que volontairement en raison du ralliement des vaudois à la Réforme au début du XVIe siècle.

#### Les Protestants
Le début du XVIe siècle allait être marqué par un retour à un calme relatif mais, surtout, par le ralliement des Vaudois à la Réforme. Dès 1526, des contacts avaient été établis entre les Vaudois et les réformateurs mais, ce n'est qu'en 1532, lors du synode de Chanforan (Val Luserne), que les délégués vaudois acceptèrent majoritairement, mais non sans opposition, de rallier la Réforme. On ignore quelle fut l'attitude des Vaudois de Freissinières devant cette décision, mais il y a tout lieu de penser qu'elle fut favorable[Interprétation personnelle ?] car Georges Morel, le principal négociateur avec les réformés, était considéré comme originaire de Freissinières.
La Réforme fut d'abord prêchée dans la région par les frères de Guillaume Farel, originaires de Gap, et des pasteurs venus de Suisse ; au milieu du XVIe siècle, il existait de petites communautés protestantes à Molines en Queyras et à Vars mais, à Freissinières, ils représentaient la grande majorité de la population.

##### Les guerres de Religion
Les guerres de Religion ne vont pas épargner les Hautes-Alpes, essentiellement d'ailleurs en raison des rivalités entre seigneurs, chacun choisissant son camp en fonction des intérêts du moment, mais Freissinières sera relativement épargné. Quelques événements méritent d'être rapportés : 
- le 22 septembre 1562, les capitaines ligueurs provençaux Sénas et Mouvans, en retraite depuis Briançon, arrivent à Dormillouse ; le lendemain 23, à minuit, ils passent le col d'Orcières dont les habitants s'étaient tous enfuis.
- en 1570, après la défaite des protestants à Montcourt, Lesdiguières, leur nouveau chef, installe quelques centaines de soldats dans le Champsaur ; cette vallée permettant de communiquer avec celle de Freissinières par le col d'Orcières, Lesdiguières disposait ainsi d'une « porte d'entrée » sur le Briançonnais, sans faire le détour par Embrun.
- En riposte, au printemps suivant, Bonrepos, gouverneur de Briançon, et le capitaine catholique La Cazette, montent à Freissinières et construisent un fort à Champcella. Ne pouvant accepter que l'un de ses itinéraires soit bloqué, Lesdiguières riposte alors en passant le col d'Orcières, encore couvert de neige, et chasse ses ennemis jusqu'à Saint-Crépin où, un grand nombre de ceux qui avaient échappé au tranchant de l'épée furent emportés par la Durance qu'ils tentaient de traverser à la nage[Note 10]. Le fort de Champcella fut démoli quelque temps après la paix de Saint-Germain du 15 août 1570.

##### Du régime de l'édit de Nantes à la Révolution française
L'édit de Nantes (1598) amena une paix relative pendant plusieurs années, les protestants étant autorisés à pratiquer leur culte dans le respect des contraintes de l'édit, malgré les nombreuses vexations et les problèmes avec le clergé catholique. Ils purent également, mais irrégulièrement, participer aux divers colloques locaux et aux synodes de la province de Dauphiné, ce droit étant considéré comme l'une des principales libertés accordées par les édits.
À partir de 1661, la politique royale d'application des clauses de l'édit va être de plus en plus contraignante et partiale, entraînant déjà quelques protestants à émigrer, en famille ou individuellement, en Suisse, dans le Brandebourg et en Hollande, leurs biens étant bien entendu saisis par le pouvoir royal.
À la révocation de l'édit de Nantes en 1685, le culte réformé ayant été interdit, les deux temples de Freissinières (Dormillouse et Ville) furent détruits. L'émigration s'amplifia, même si, apparemment, elle fut moins importante que dans d'autres vallées. Les protestants restés sur place subirent vexations et persécutions et choisirent une conversion, parfois de façade. On ignore si, comme dans les Cévennes par exemple, le pouvoir royal utilisa le moyen des dragonnades pour essayer de briser la résistance des réformés, mais la présence, au moins ponctuelle, des dragons est attestée par leur tentative de monter à Dormillouse.
À partir du milieu du XVIIIe siècle, les persécutions commencèrent à faiblir graduellement, mais elles ne disparurent pas totalement. Ainsi, des couples qui étaient allés faire bénir leur union par un pasteur en Suisse furent inquiétés à leur retour. Les hommes furent incarcérés pendant six mois dans la tour Brune d’Embrun et ne purent en sortir qu’en payant 600 francs d’amende et en promettant de se « réhabiliter » ; leurs épouses passèrent trois mois dans la prison du château de Freissinières. En 1775 encore, le pasteur de la vallée fut arrêté et emprisonné à Briançon et il ne fut relâché qu’après trois mois, contre le paiement d’une forte amende. C'est à cette époque également que les deux églises furent construites sur l'emplacement des anciens temples, l'une à Ville, l'autre à Dormillouse (en 1758), alors que dans ce hameau il n'y avait aucun catholique pour assister à la messe, si ce n'est, en été, les bayles de Provence.
La Révolution de 1789 mit fin aux persécutions de façon définitive à Freissinières.

## Politique et administration
Aujourd'hui, la commune de Freissinières fait partie de la Communauté de Communes du Pays des Écrins dont le président, élu le 6 avril 2008, est le maire de Freissinières, M. Cyrille Drujon-d'Astros. Pendant très longtemps rattachée au canton de Guillestre, elle dépend maintenant de celui de L'Argentière-la-Bessée, ce qui fait d’elle une communauté de l'arrondissement de Briançon.
Historiquement pourtant, la vallée de Freissinières n'a jamais appartenu au Briançonnais mais a toujours été une communauté de l'Embrunais, la frontière entre les deux châtellenies passant au niveau du Pertuis Rostan, au nord de L'Argentière-la-Bessée.
Comme l'Embrunais donc, qui ressortissait du comté de Forcalquier, elle n'a été rattachée au Dauphiné qu'en 1232, alors que le Briançonnais appartenait déjà, depuis 1022, à Guigues Ier Senex, dit « le Vieux », ou Guigues Ier de Forez, le premier Dauphin.
Pour remonter plus haut dans le temps, à l'époque romaine, Freissinières faisait partie des Alpes cottiennes, province qui s’étendait sur les deux versants des Alpes. On ne sait cependant pas si, lorsque Embrun devint la capitale, en 333, de la nouvelle province romaine des Alpes-Maritimes, Freissinnières resta dans les Alpes cottiennes ou s'il fut rattaché aux Alpes-Maritimes. En effet, la position de la frontière diverge selon les sources ; certaines la font passer au niveau de la combe de l'Étroit, près de Châteauroux-les-Alpes, d'autres à Champcella et d'autres, enfin, au Pertuis Rostan.

### Liste des maires
| Période                                  | Période      | Identité                 | Étiquette | Qualité                                                                     |
| ---------------------------------------- | ------------ | ------------------------ | --------- | --------------------------------------------------------------------------- |
| Les données manquantes sont à compléter. |              |                          |           |                                                                             |
| 1797                                     | 1799         | Jacques Joseph Chevalier |           |                                                                             |
| 1799                                     | 1799         | Pierre Gouirand          |           |                                                                             |
| 1799                                     | 1807         | Jean Baridon             |           |                                                                             |
| 1808                                     | 1812         | Joseph Arnoux            |           |                                                                             |
| 1812                                     | 1818         | Jean Berthalon           |           |                                                                             |
| 1818                                     | 1823         | Jean Laurent Anthouard   |           |                                                                             |
| 1823                                     | 1832         | Jacques Pellegrin        |           |                                                                             |
| 1833                                     | 1840         | Pierre Gouirand          |           |                                                                             |
| 1840                                     | 1848         | Jean Berthalon           |           |                                                                             |
| 1848                                     | 1855         | Jean Joseph Pellegrin    |           |                                                                             |
| 1855                                     | 1874         | André Rippert            |           |                                                                             |
| 1874                                     | 1876         | Jean Pierre Boisset      |           |                                                                             |
| 1876                                     | 1888         | Jean Verdure Baridon     |           |                                                                             |
| 1888                                     | 1889         | Alexandre Baridon        |           |                                                                             |
| 1889                                     | 1890         | Jean-Marie Pellegrin     |           |                                                                             |
| 1890                                     | 1912         | André Rippert            |           |                                                                             |
| 1913                                     | 1919         | David Bertrand           |           |                                                                             |
| 1919                                     | 1925         | Elie Marie Baridon       |           |                                                                             |
| 1925                                     | 1955         | Albert Anthouard         |           |                                                                             |
| 1955                                     | 1959         | Joseph Boisset           |           |                                                                             |
| 1959                                     | 1968         | Auguste Pellegrin        |           |                                                                             |
| 1968                                     | 1978         | Honoré Baridon           |           |                                                                             |
| 1978                                     | 2001         | René Dorr                |           |                                                                             |
| mars 2001                                | En cours     | Cyrille Drujon d'Astros  | LR        | Chef d'entreprise Président de la communauté de communes du Pays des Écrins |
| avril 2014                               | juillet 2020 | Cyrille Drujon D'Astros  |           | Industriel, chef d'entreprise                                               |
| juillet 2020                             | En cours     | Cyrille Drujon d'Astros, |           | Profession libérale                                                         |

## Population et société

### Démographie
L'évolution du nombre d'habitants est connue à travers les recensements de la population effectués dans la commune depuis 1793. Pour les communes de moins de 10 000 habitants, une enquête de recensement portant sur toute la population est réalisée tous les cinq ans, les populations de référence des années intermédiaires étant quant à elles estimées par interpolation ou extrapolation. Pour la commune, le premier recensement exhaustif entrant dans le cadre du nouveau dispositif a été réalisé en 2006.

En 2022, la commune comptait 189 habitants, en évolution de −9,13 % par rapport à 2016 (Hautes-Alpes : +0,4 %, France hors Mayotte : +2,11 %).
| 1793 | 1800 | 1806 | 1821 | 1831 | 1836 | 1841 | 1846 | 1851 |
| ---- | ---- | ---- | ---- | ---- | ---- | ---- | ---- | ---- |
| 843  | 858  | 893  | 910  | 892  | 895  | 898  | 887  | 908  |

| 1856 | 1861 | 1866 | 1872 | 1876 | 1881 | 1886 | 1891 | 1896 |
| ---- | ---- | ---- | ---- | ---- | ---- | ---- | ---- | ---- |
| 911  | 839  | 813  | 823  | 792  | 770  | 800  | 647  | 628  |

| 1901 | 1906 | 1911 | 1921 | 1926 | 1931 | 1936 | 1946 | 1954 |
| ---- | ---- | ---- | ---- | ---- | ---- | ---- | ---- | ---- |
| 618  | 586  | 605  | 589  | 485  | 454  | 439  | 386  | 318  |

| 1962 | 1968 | 1975 | 1982 | 1990 | 1999 | 2006 | 2011 | 2016 |
| ---- | ---- | ---- | ---- | ---- | ---- | ---- | ---- | ---- |
| 284  | 216  | 199  | 172  | 167  | 169  | 183  | 203  | 208  |

| 2021 | 2022 | - | - | - | - | - | - | - |
| ---- | ---- | - | - | - | - | - | - | - |
| 197  | 189  | - | - | - | - | - | - | - |

### Ski
Le site de ski nordique de Freissinières dispose de 20,5 km de pistes.

## Culture locale et patrimoine

### Lieux et monuments
Le gouffre du Gourfouran, à l'entrée de la vallée, près de Pallon, avec des falaises rocheuses de près de 100 m de haut, creusé par la Biaysse avant de se jeter dans la Durance, près de Rame.
Le hameau de Dormillouse, dernier hameau toujours habité de la zone centrale du parc national des Écrins, qui a servi de lieu de refuge aux Vaudois au Moyen Âge puis aux protestants pendant les persécutions. On y voit toujours la maison de Félix Neff et le temple protestant qui possède un bénitier car, à l'origine, ce lieu de culte était une église catholique qui n'accueillait guère que les bergers de Provence en été.
Le moulin des Ribes, construit en 1620 par le seigneur du village et qui a fonctionné jusqu'en 1945.
- L'église Sainte-Marie-Madeleine de Freissinières.
- Temple de Dormillouse à Freissinières.
- Temple de l'église protestante unie de France des Viollins.

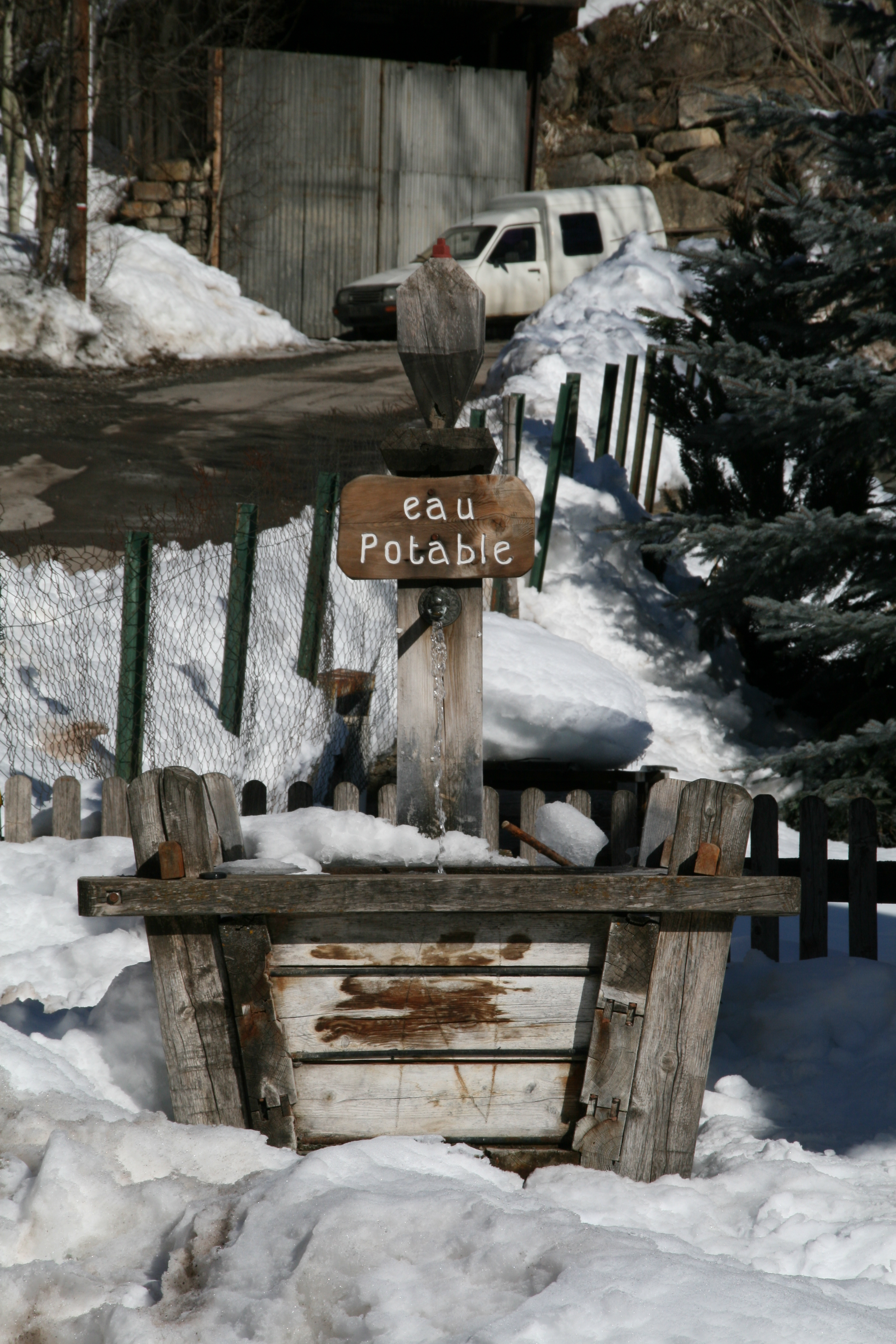
Fontaine du hameau les Ribes.
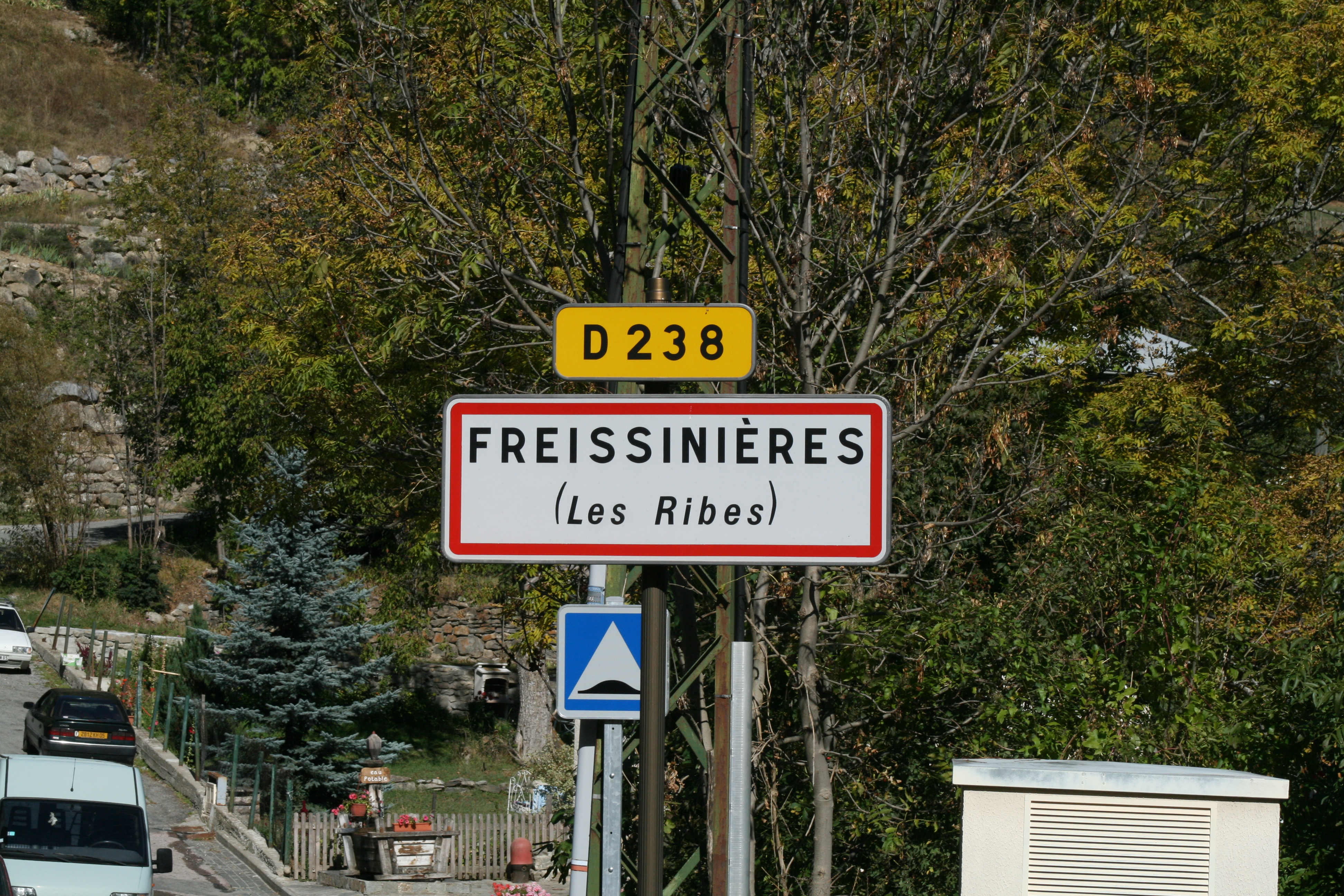
Panneau entrée dans le village de Freissinières, hameau « les Ribes ».
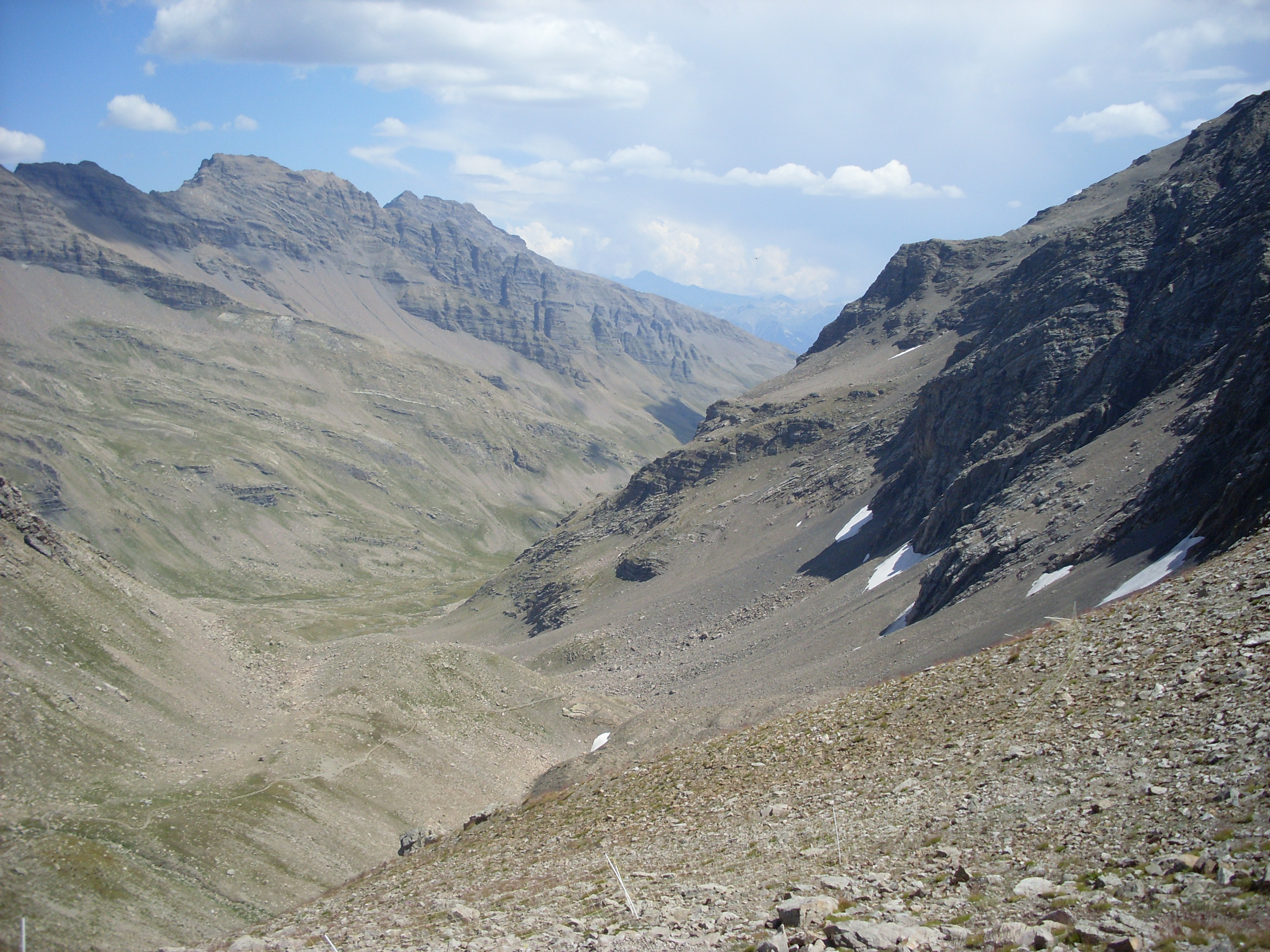
La vue depuis le col sur la vallée de Freissinières.
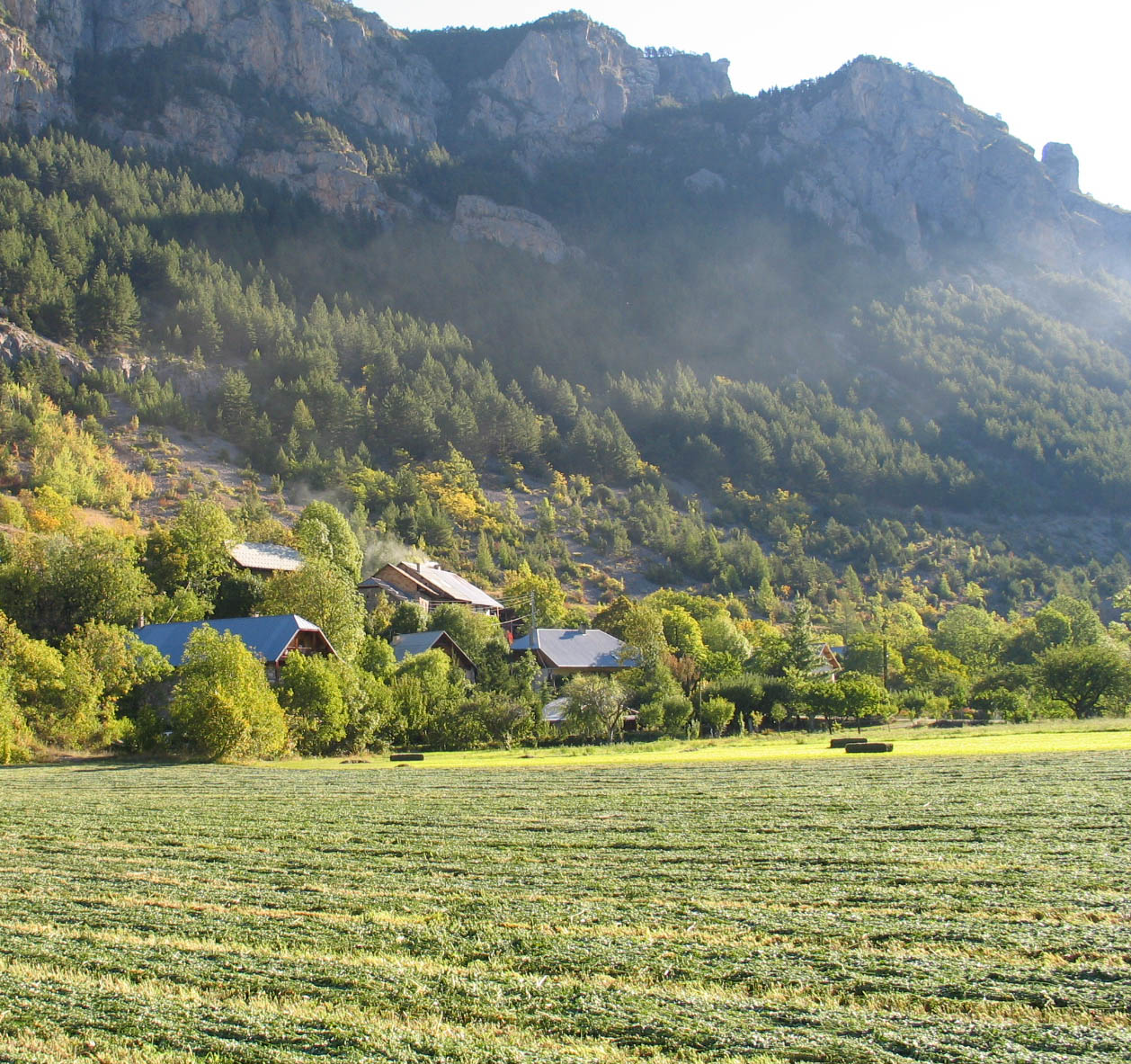
Freissinières.
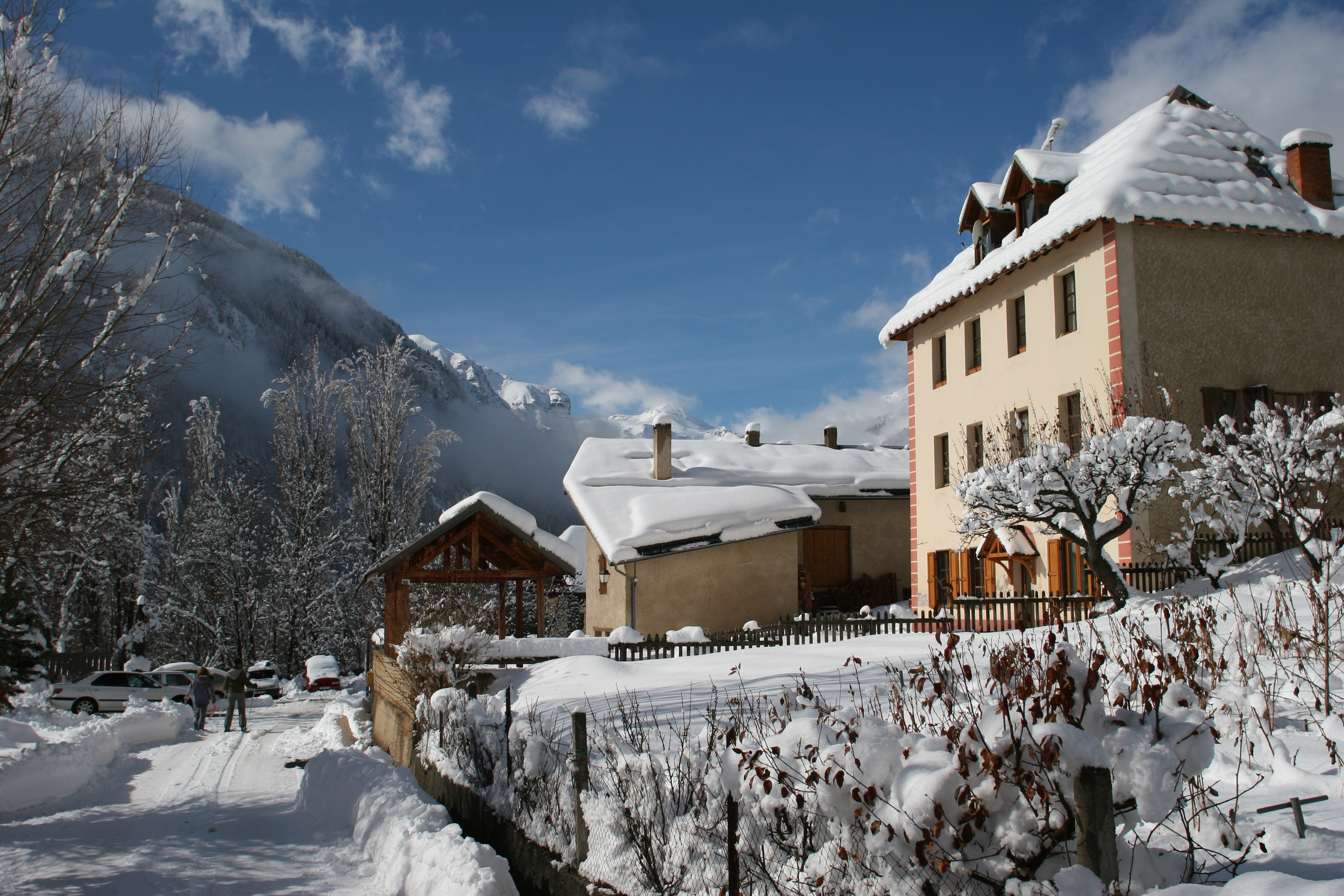
L'école de Freissinières.

### Personnalités liées à la commune
- Les frères Berthalon (Théophile et Félix), connus pour leur refus de participer à la guerre de 1914-1918 en raison de leurs convictions religieuses. Ils restèrent pendant douze ans chez eux, dans le hameau des Viollins et, prévenus par leur famille, couraient se réfugier dans des grottes et des chalets de haute montagne lorsque les gendarmes faisaient leur apparition. Ils furent arrêtés en 1927 au temple des Viollins et condamnés à trois ans de prison avec sursis par le tribunal militaire de Lyon. Ils vécurent ensemble dans leur hameau, tous les deux célibataires, jusqu'à leur mort[59].
- Jean Baridon, de Dormillouse, membre du conseil du district d'Embrun de 1792 à 1795.
- Jean Baridon, médecin et administrateur des hôpitaux de Lyon. Adjoint au maire de Lyon, conseiller général de Lyon et membre du conseil régional Rhône-Alpes. Suppléant de Louis Joxe, il fut député en 1967 et en 1977 puis, à nouveau en 1978 en tant que suppléant de Raymond Barre devenu Premier ministre. À la déclaration de guerre en 1939, il était médecin-chef de l'ouvrage Maginot du Col-du-Granon[60].
- Félix Neff, pasteur genevois arrivé à Freissinières à la fin de l'année 1823, qui devait mériter le nom d'apôtre des Hautes-Alpes.
- Benjamin Valloton, écrivain suisse dont la mère Julie Baridon était originaire de Dormillouse, séjournait régulièrement à Freissinières ; il publia plusieurs ouvrages inspirés par la vie dans la vallée : Sur le roc, L’Homme de la grotte, Victoire ! Félix Neff vous parle, Figures d’autrefois, Jardiniers du paradis.

### Patrimoine naturel
La Vallée de Freissinières est une des portes d'entrée du parc National des Écrins. Freissinières rassemble plus d'une dizaine de sommets au-dessus de 3000 m comme la Tête de Dormillouse (3085 m), le Pic Félix Neff (3243 m) ou le Grand Pinier (3117 m).